# 葬送のフリーレン
『葬送のフリーレン』（そうそうのフリーレン）は、山田鐘人（原作）、アベツカサ（作画）による日本の漫画。『週刊少年サンデー』（小学館）にて、2020年22・23合併号より連載中。
2021年に第14回マンガ大賞および第25回手塚治虫文化賞新生賞を、2023年に第69回小学館漫画賞、2024年に第48回講談社漫画賞受賞。
単行本は2025年7月時点で既刊14巻、世界で累計部数は3000万部を突破している。

## 概要
魔王を倒した勇者一行の後日譚を描くファンタジー。
原作担当の山田の前作である『ぼっち博士とロボット少女の絶望的ユートピア』の連載終了後、いくつかの読切のネームを描くもうまくいかず、担当編集者から、最初の受賞作が勇者・魔王物のコメディーだったことから、その方向でギャグを描いてみてはと提案したところ、いきなり『葬送のフリーレン』の第1話のネームが上がってきた。その後、作画担当をつけることになり、同じく担当していたアベにネームを見せたところ「描いてみたい」と反応があり、フリーレンのキャラ絵を描いてもらったところ、山田からも「この方ならお願いしたい」と返答をもらったため、アベが作画担当になった。ちなみにマンガ大賞を受賞した2021年3月現在、山田とアベは一度も会ったことがないという。
本作のタイトルの由来は、山田が考えたタイトル案がありながら、編集部でも検討をし、編集部会議で「いいタイトルが決まったら自腹で賞金1万円出します」と担当編集者が募ったところ、副編集長が出したタイトル案の中に「葬送のフリーレン」があり、最終的に山田、アベに決めてもらい現在の題名となった。
2022年にテレビアニメ化が発表された。第1期は2023年9月から2024年3月まで、日本テレビ系列ほかにて連続2クールで放送された。第2期が2026年1月より放送予定。

## あらすじ
魔王討伐の偉業を成し遂げ王都に凱旋した勇者ヒンメル、僧侶ハイター、戦士アイゼン、魔法使いフリーレンら勇者パーティー4人は、10年間もの旅路を振り返り感慨にふけっていたが、1000年は軽く生きる長命種のエルフであるフリーレンにとって、その旅はきわめて短いものであった。そして、50年に一度降るという「半世紀（エーラ）流星」を見た4人は、次回もそれを見る約束を交わしてパーティーを解散する。
それから50年後、すっかり年老いたヒンメルと再会したフリーレンは、ハイターやアイゼンとも連れ立って再び流星群を観賞する。まもなくヒンメルは亡くなるが、彼の葬儀でフリーレンは自身がヒンメルについて何も知らず、知ろうともしなかったことに気付いて涙する。その悲しみに困惑したフリーレンは、人間を知るためと魔法収集のために旅に出る。
さらに20年後、フリーレンはもうひとりの仲間であったハイターを訪ねる。ヒンメルと同じく老い先短い身であったハイターは、魔導書の解読と戦災孤児の少女フェルンを弟子にすることを依頼。その4年後に魔導書の解読を終えたフリーレンと、一人前の魔法使いに成長したフェルンは、ハイターの最期を看取ったあとに諸国をめぐる旅に出る。
その後フリーレンたちは、最後に訪ねた仲間であるアイゼンの助力を受けて、フリーレンの師匠にして伝説の大魔法使いフランメの手記を入手。その手記には、かつての魔王城があった大陸北端の地エンデにあるという、死者の魂と対話できる場所・オレオールの存在が記されていた。オレオールで亡きヒンメルと再会するという新たな目的ができたフリーレンは、アイゼンの弟子である少年戦士シュタルクや、行方不明の親友との再会を望む僧侶ザインという新たな仲間たちを加えて北方を目指す。

## 登場人物
声の項はテレビアニメ版の声優。

### 主要人物（フリーレン一行）
フリーレン (Frieren)
声 - 種﨑敦美
本作の主人公。魔王を討伐した勇者パーティーの魔法使い。長命なエルフ族の出身で、少女のような外見に反して1000年以上の歳月を生き続けている。人間とは時間の感覚が大きく異なるため、数か月から数年単位の作業をまったく苦にせず、ヒンメルらかつての仲間たちとの再会も50年の月日が経ってからのことだった。ヒンメルが天寿を全うして他界したのを機に、自身にとってはわずか10年足らずの旅の中でヒンメルの人となりを詳しく知ろうともしなかったことを深く後悔し、趣味の魔法収集を兼ねて人間を知るための旅を始める。生前時のヒンメルに対する意識は希薄であったが、幻影鬼（アインザーム）との遭遇時や、奇跡のグラオザームに「楽園へと導く魔法（アンシレーシエラ）」を使われた際などは幻想の中でヒンメルを思い描くなど、無自覚に意識しているような描写が散見されている。
1000年以上前、故郷の集落を魔族に襲われ死にかけた際に、自身を救ってくれた大魔法使いフランメの弟子となる。生来の天才的資質に加えて、フランメから教わった戦闘や魔力制御の技術を1000年以上も研鑽し続けた結果、きわめて強大な魔力を得ている。さらに、その魔力をほぼ完全に隠匿する技術も習得しており、敵の魔族に自身の実力を過小評価させた隙を突く戦法を得意とする。その実力は魔王亡き後の現在の魔族を弱いと感じ、七崩賢の一角である断頭台のアウラにさえ完勝するほど。魔族側からは、歴史上もっとも多くの同胞を葬り去った存在として「葬送のフリーレン」と呼び恐れられている。ただし、自身の魔法を発動する一瞬だけ魔力探知が途切れるという弱点があり、自身よりも魔力の低い魔法使いに計11回敗北した経験があるとも語っている。
「服が透けて見える魔法」や「かき氷を作る魔法」など、およそ戦闘に役に立たない魔法を収集するのが趣味で、そうした魔導書を対価に仕事を引き受けたりもする。再会したハイターの差し金で人間のフェルンを弟子に取って以降は、自身の旅に同行させている。
性格はドライで厳しい一面もあるが、普段はやさしく面倒見も悪くない。普段は表情に乏しく淡々としており、一般的な富や地位、名声には興味を示さないが、大好きな魔導書を手に入れるために無茶をしたり、食い意地が張っていたり、朝が弱く寝坊がちだったり、自身の貧相な体型を気にしていたり、実年齢で年寄り扱いされるのを嫌うなど、これらの際の感情表現は豊かである。長命なエルフゆえに、人間など短命な他種族の思考・思想には鈍感で、それらの人々とのコミュニケーションはやや不器用。自身の故郷と仲間を奪った魔族に対する憎悪は深く、感情を表に出すことこそないながらも、敵対する魔族に対しては周囲の状況を顧みず問答無用で葬ろうとする。これには、「人間の言葉で人間を欺き人間の言葉が通じない猛獣」という魔族の本質を理解している理由もある。
「歴史上で最もダンジョンを攻略したパーティーの魔法使い」と自称するだけあり、ダンジョンには詳しい。道中で宝箱を発見するとその中身に異常なまでの興味を示し、判別魔法で99パーセントミミック（宝箱に化けた魔物）とみやぶってなお、残り1パーセントの可能性に賭けて宝箱を開け、上半身をミミックに噛まれてもがくという場面が何度も描かれている。
フェルン (Fern)
声 - 市ノ瀬加那
フリーレンに師事している人間の女性魔法使い。9歳→19歳。南側諸国の戦災孤児であり、両親の死に絶望して飛び降り自殺を図ろうとしたところを勇者パーティーの僧侶ハイターに救われ、「一人で生きていける力」を得るために彼から魔法を教わっていた。9歳時にハイターを訪ねてきたフリーレンに弟子入りを志願し、4年間の修業を経て一人前の魔法使いに成長する。ハイターの死後の15歳時にフリーレンの旅に同行する。フリーレンを師として尊敬しつつも、時間感覚が人間とかけ離れている彼女が一か所に長期滞在することに辟易したり、魔法以外の生活水準が低過ぎる彼女を母親のように世話するなど、気苦労が絶えない。フリーレンと同様にあまり感情を出さない一方で結構な毒舌家であり、怒ると雰囲気で周囲を圧倒するので、フリーレンやシュタルクからは恐れられている。甘い食べ物が好きで、フリーレンと一緒に結構な量の菓子を食す場面も多い。また、ハイターの影響から飲酒に対しては肯定派である。
初対面時のフリーレンが「卓越した魔力の操作技術」と驚くほどの魔法の素質をもち、修行後は史上最年少で三級魔法使い試験にトップの成績で合格している。ゼンゼからは「その若さで君ほど優秀な魔法使いは見たことが無い」と評され、大魔法使いゼーリエの魔力の「揺らぎ」を見破って弟子にスカウトされるなど、外部の魔法使いからも高い評価を受けている。その魔力の操作技術、魔族の力をもってしても探知されにくい魔力隠密のほか、フリーレンから「私よりも魔法を撃つのが早い」と評される速射技術、大量の攻撃魔法を一度に操る技術、魔族の魔力探知範囲外からの超長距離射撃の技術も有しており、戦闘能力も高い。戦闘で使用するのは一般攻撃魔法（魔族を殺す魔法）と防御魔法のみだが、その卓越した技術により格上の魔族に勝利を収めている。フリーレン譲りの「魔族を油断させて倒す戦法」も会得しており、断頭台のアウラの配下「首切り役人」のひとりを魔力の秘匿と魔法の速射技術との複合によって打倒する。
その後、オイサーストで開催された試験に合格し、10代にして一級魔法使いになる。一級使いの特権として、ゼーリエから伝説級である「服の汚れをきれいさっぱり落とす魔法」を授かる。
シュタルク (Stark)
声 - 小林千晃、清都ありさ（幼少期）
勇者パーティーの戦士アイゼンの弟子で、師匠と同じく斧使い。17歳→19歳。極端に臆病かつ自己評価が低い性格であるが、実際は巨大な断崖に斧で亀裂を入れるほどの実力者。師匠とけんか別れをしたあと、紅鏡竜の脅威にさらされた村に3年ほど滞在していた。アイゼンの推薦でフリーレンの仲間に指名され、無自覚ながらも紅鏡竜を一撃で倒す能力を発揮し、彼女たちの旅に同行することとなる。中央諸国クレ地方にあった戦士の村出身で、幼少時は魔物とまともに戦えない失敗作だと父親から見下されていたが、兄のシュトルツ（声 - 江口拓也）からは認められ可愛がられていた。
アイゼンから「とんでもない戦士になる」と言わしめるほどの素質の持ち主で、フェルンからは化け物かと疑われるほどの膂力と頑強さをもつ。男性に免疫がないフェルンからは無意識な恐れを抱かれ、自身も女性の扱いが苦手な一方で、互いに憎からぬ感情を抱いており、不機嫌になったフェルンに謝罪したり、デートのように連れ歩いたりするさまから、ザインからは「もう付き合っちゃえよ」などと漏らされている。男性の象徴に対する評価は芳しくなく、「服が透けて見える魔法」で自身の下半身を見たフェルンからは「ちっさ」と漏らされて傷つく場面がある。好物は自身の誕生日にアイゼンがふるまってくれるハンバーグ。
ザイン (Sein)
声 - 中村悠一、川井田夏海（幼少期）
アルト森林近くの村に住んでいた僧侶。フリーレンを除いたパーティーでは最年長で、酒・タバコ・ギャンブル・年上のお姉さんといった俗なものを愛好する破戒僧であるが、シュタルクが罹った、蛇から媒介され脳が数時間で溶けて死ぬという不治の毒を一瞬で治療するほどの技能をもつ。
底なし沼にはまり動けなくなっていたところをフリーレンに助けられる。少年時代から冒険者となることにあこがれていたが、10年前に親友の「戦士ゴリラ」が先に旅立ってからも、兄への配慮から村にとどまり、友の帰りを待ち続けていた。その真意を知った兄から叱責されて、フリーレンの仲間に加わる。旅中では大人の立場としてフェルンとシュタルクの仲を取り持つこともあり、もう互いに二人が付き合うべきではないかと悩んだりする。探す友が交易都市テューアに向かったことを知ると、彼を追いかけるため一行から離脱。のちにフリーレンがメトーデから僧侶枠として同行しようかと聞かれた際は、「このパーティーの僧侶の席は（ザインのために）空けておきたいから」と断っている。帝国領の帝都を訪れていた際、意図せずフリーレン一行に合流し、毒で死にかけていたシュタルクを治す。

### 勇者パーティー（ヒンメル一行）
ヒンメル (Himmel)
声 - 岡本信彦
フリーレンたちとともに魔王を討伐した人間の勇者。旅の始めから10年をかけて目的を完遂し、その偉業や数々の功績から各地に銅像が建てられ、英雄として広く存在を知られている。人格者ではあるがナルシストな一面もあり、旅始めに謁見した王様にため口を利いて危うく処刑されそうになったり、銅像のモデルとなった際は細かく注文を出すなどしている。
これからのフリーレンの人生を「想像もできないほど、長いものになる」といい、後日の再会を約束するも、彼女が次に訪れたのは自身の晩年である50年後だった。「たった10年一緒に旅をしただけ」の彼の死がフリーレンに与えた影響は大きく、彼のことを知ろうとしなかったことで大きな後悔の念を抱かせることとなる。
初対面時からフリーレンの強さを直感で見抜き、自身のパーティーに勧誘した。魔族の本質を知らなかったために、フリーレンの忠告を無視して人を食った魔族の少女を見逃したことがあるが、のちに彼女がまた人を殺めたと言う苦い経験をしている。勇者のみが抜ける「勇者の剣」がある里で剣を抜こうと挑戦して失敗したが、「偽物の勇者でもかまわない、魔王を倒せば偽物でも本物でも関係ない」と話して実際にそれを成し遂げ、フリーレンからも「あんな剣が無くてもヒンメルは本物の勇者」だと評され、剣が抜けなかったという一件は秘匿された。
困った人を決して見捨てない性格で、その生涯をかけて人助けに奔走したようである。死後も作中での存在感は大きく、「ヒンメルならどうしたか」がフリーレンを始めとする元勇者パーティーメンバーの行動基準のひとつであり続けており、フリーレンの回想中にも、たびたびその勇者ぶりが振り返られる。かつてフリーレンに恋心を抱いていたと思わせるようなエピソードも多い。幼いころに森で道に迷ったときにフリーレンと出会っており、花畑の魔法を見せてもらったことがある。エルフであるがゆえにはるかに長命であるフリーレンの未来をおもんぱかって銅像に細かく注文をしたり、故郷を魔族に奪われて孤独に生きてきた彼女を思いやったりと、何かと気にかけていた。女神の石碑に触れて過去に戻ったフリーレンと出会った際は、彼女が未来から来たという事実を素直に受け入れている。
ハイター (Heiter)
声 - 東地宏樹
人間出身の僧侶。戦災孤児で、ヒンメルとは同郷の幼なじみ。魔王討伐後は聖都の司教となり、偉大な僧侶として人々の尊敬を集めた。穏やかで明るい性格だが、お酒が大好きな生臭坊主。大酒飲みであったにも関わらず、ヒンメルの死後も20年以上に渡り生き続けるなど人間としてはかなりの長寿を保った。ただし、晩年は体調を崩したこともあって酒を絶った様子である。
最晩年、戦災孤児であるフェルンを引き取り、訪ねてきたフリーレンにちょっとした計略をしかけてフェルンを彼女の弟子として託すことで、自分の死後の悩みを解決した。かつては自身が孤児だったことから、孤児院の復興資金をみずから捻出したこともあった。その存在は、フェルンにとって「育ての親」として死後も大切なものとなっている。ザインからも、ハイターは自分と違って優しく頼りがいのある理想的な大人だったと評される。
アイゼン (Eisen)
声 - 上田燿司
ドワーフ族出身の戦士。エルフほどではないが人間よりははるかに長命で、ヒンメルやハイターの死後も容姿の変化があまり見られない。非常に頑強な肉体をもち、過去に竜を昏倒させるほどの猛毒の矢を受けても平気でいたり、自由落下程度ならどんな高さから落ちても無傷な姿を見せた際はハイターを驚かせた。魔族からも「人類最強の戦士」として名を知られるほどだが、本人は「俺より強いやつが皆先に死んだだけ」と自らを評する。フリーレンとの再会時も超人ぶりを発揮する一方で、肉体は着実に細く老化しつつあり、ヒンメルの死後にフリーレンから再度同行を請われた際は「もう斧を振れる歳じゃない」と拒否する。
家族を魔族に殺された過去や「死後に魂が行きつく先は無である」というドワーフ族独特の死生観の影響からか、かつてはヒンメルとともに歩んだちゃらけた旅の道行きを「くだらない」と切って捨てることも多かったが、魔王討伐後はハイターと文通をしたり、ヒンメルの葬儀で見せたフリーレンの姿に二人の関係を哀れんだりするなど仲間思いの一面を見せており、オレオール（魂の眠る地）でフリーレンとヒンメルが再会できることを願っている。
ヒンメルの死後にシュタルクを弟子とし育て上げるも、とある理由でけんか別れしたとされている。その真相は、魔物との戦いが嫌で反抗してきたシュタルクの力の片鱗におののき、反射的に殴り飛ばしてしまったとのこと。

### 北側諸国
グラナト伯爵
声 - 咲野俊介
グラナト伯爵領の領主。街を覆うフランメの防護結界の管理を担う。断頭台のアウラとの戦いで息子を亡くし、敵の使者であるリュグナーと和睦の会談に臨むも、街を訪れたフリーレンがドラートを殺した件でリュグナーを問い詰めた際に捕らわれ拷問される。フェルンとシュタルクに救い出されたあとに、祖父の代にも街が勇者一行に救われた恩を語り、アウラ討伐後はフリーレン一行の旅立ちを見送る。
剣の里の里長
声 - 小原好美
シュヴェア山脈にある剣の里の49代目里長。容姿は幼い少女で、折り目正しい。女神が授けたとされる「勇者の剣」を守護する役目があり、里近辺には定期的に魔物が湧くため、半世紀に一度は退治してもらうようフリーレンと約束を結んでいるが、実際にフリーレンが訪れたのは前回から約80年後だったため、彼女に苦言を述べる。先々代（祖母）から複数の遺言を預かっており、山の主討伐後の「マジ感謝」という遺言はシュタルクから呆れられる。
オルデン卿
声 - 内田夕夜
要塞都市フォーリヒのオルデン家当主。北側諸国の三大騎士に数えられている。フリーレンは彼の祖父を知っていた。魔族との戦闘で戦死した長男ヴィルトが社交会で健在であることを偽装するため、報酬と引き換えにシュタルクに替え玉となるよう依頼し、執事のガーベルを通じてシュタルクやフェルンに作法を学ばせる。現在は次男のムートを嫡子と見立てており、シュタルクについても彼が良ければ家に迎えようと考えていた。
フォル爺
声 - 星野充昭
クラー地方の村に住んでいるドワーフの老人。フリーレンの長寿仲間で、彼女いわく「ヒンメル達を知る機会をくれた」人物。400年近く村を守ってきた歴戦の老戦士で、ザインいわく「とんでもない爺さん」。ボケていると油断させ、シュタルクを指南した。村人は会話もままならず、友人もいない耄碌爺として扱っており、彼が村を守る理由も分からずにいた。村の守り神となっていた訳は、かつて亡くなった人間の妻との約束のためであった。
レッカー
声 - 川田紳司
魔法都市オイサーストの飲食店の店主。約80年前の人物。当時、ヒンメル一行に魔族に盗まれたという家宝の包丁を取り戻してもらった。「世紀の天才料理人」を自称し、私を超える味などこの世にないと言い切るほどの自信家。フリーレンには例え100年、200年経とうと当店の味を後世に遺すつもりだと語り、一級魔法使い試験の際にフリーレンが店を訪れた時は更に味が良くなっていた。
武のおじいさん
声 - チョー
オイサーストに住む謎の老人。修行中のシュタルクの前に現れては、いつも「これぞ無の境地。よくぞ武の神髄まで辿り着いた。お主に教えることはもう何もない」などと声をかける。シュタルク本人からは全く知らない人として認識されている。フリーレン一行がオイサーストを去る際にも見送りに現れ、声を掛けていた。
ダッハ伯爵
ダッハ伯爵領を治める領主。フリーレンに曾祖父が世話になったからと食事に誘い、盗まれた家宝の宝剣の奪還を依頼する（もともとは魔族の所有物であり、曾祖父の代も一度盗難に遭っていた）。フリーレンはここの領主一族は無理難題を押しつけてくると乗り気ではなかったが、結局は魔道書を報酬に依頼を引き受け、宝剣を盗み出していた剣の魔族を討伐し、依頼を達成する。
ファス
ビーア地方の街に住んでいるドワーフ。過去に勇者一行とも出会ったことがあり、フリーレンと約80年ぶりに再会する。無類の酒好きで、かつてエルフのミリアルデが埋めた名酒の「皇帝酒（ボースハフト）」を見つけるため、200年以上も遺跡の発掘を続けていた。フリーレンに石室の結界解除を願い、3か月をかけて解除を成功させるが、発見した皇帝酒の味はひどくまずいものだった。だが、そのことを笑い飛ばし、さらには街の住人にも分配する。
ノルム卿
北部高原を牛耳るノルム商会の会長。たまたま立ち寄ったフリーレンに、約80年前に勇者一行が先々代ノルム卿から借りた金銭の返済を迫った。その借金は莫大な利息で膨れ上がり、フリーレンは300年も鉱山で働かされそうになる。シュタルク達は鉱山を襲撃しようかとまで考えていたが、フリーレンが銀鉱を掘り当てたために無事に帰還を果たし、懸念は解消された。
ゲーエン
3000メートルもの深さを誇るトーア大渓谷付近の村に住むドワーフ。かつて故郷の村が魔族に襲われて滅ぼされ、橋がないために対岸の都市へ助けを求めることもできなかった苦い経験を機に、200年もかけて渓谷を渡る橋を建設した。建設中に資金が尽きた際は、ヒンメルから資金援助を受けている。フリーレンに魔法を報酬に橋を襲う鳥の魔物の巣の駆除を依頼する。
グリュック
かつての城塞都市ヴァイゼの領主で、80年以上前にマハトと邂逅した。ヴァイゼ内の政争のなか、息子が暗殺された過去をもつ。利害関係からマハトと結託し、悪政を為す政敵を始末してヴァイゼの活気を取り戻した。豪胆にして理知的で魔族のことをよく理解しており、マハトとも気心が知れていた。マハトをグリュック家の魔法指南役に任じるなど30年間にわたり重用するが、年老いたころにマハトの魔法でヴァイゼもろとも黄金と化す。
約50年もの歳月を経てフリーレンの手により生身の体に復活し、「悪友」であるマハトとの再会を果たしてその最期を見届ける。
ヴァールハイト
80年以上前の北側諸国三大騎士のひとりだった武人。皇帝陛下の勅命を受けてマハトを襲撃するが、まったく歯が立たずに最後は黄金化される。
キーゼル
約80年前に女神の石碑関連の調査でヒンメル一行が訪れた村にて鍛冶屋をやっていたドワーフ。実はヒンメルが所持していた勇者の剣（レプリカ）の作成者であり、自分が打った剣をまた連れてきてくれたことに感謝を述べる。その後はヒンメルに相応しい新たな剣を用意しようとするが、既に今の剣が相棒だからと断られて納得し、切れ味が落ちていた剣を研ぎ直した。

### 一級試験受験者
ラヴィーネ
声 - 鈴代紗弓
三級魔法使いの女性。幼なじみで同じ魔法学校卒であるカンネとともに、一次試験時のフリーレンとパーティーを組む。湖をも凍結させるほどの氷魔法の使い手で、氷の矢を放つ魔法（ネフティーア）を使う。二次試験では、ゼンゼの複製体に襲われ脱落する。口は悪いが、根は優しい。カンネとは普段から口げんかや取っ組み合いをするなど仲が悪いが、内心では互いを認め合っており、戦闘では息の合った連携を見せる。優秀な兄たちをもつ。
カンネ
声 - 和氣あず未
三級魔法使いの女性。水を操る魔法（リームシュトローア）を得意とし、試験でフリーレンが結界を破った際、雨を利用してリヒターを撃破する。三次試験でゼーリエから不合格を言い渡される。ラヴィーネに対してたびたび余計な一言を発することがあり、その際は毎回彼女に折檻されている。
ユーベル
声 - 長谷川育美
三級魔法使いの女性。2年前の二級試験では、当時の担当試験官であったブルグを殺害し失格処分となっていた。オイサーストへ向かう道中で盗賊に絡まれるがエルフのクラフトに助けられる。但しこの時、彼からは人殺しの目をしていると見抜かれており、彼が彼女を助けたのは逆に盗賊が彼女に殺害されるのを防ぐためであった（彼はそれまでに近くの森で切り刻まれた盗賊の死体を発見している）。
理屈に囚われない感覚派。幼いころは姉の裁縫姿を見て育ち、大体なんでも切る魔法（レイルザイデン）を得意とし、彼女のイメージで切れると思った「もの」なら、いかに強力な防御魔法を施されていようと、理屈では切れないと彼女自身が承知していてすら、なんでも切れる。逆に「切れない」とイメージしてしまったものは全く切れず、「もの」ではない防御魔法そのものに対しては無力。饒舌だが常にクールで、人を殺すことを特に何とも思ってないようである。
「共感」することによりその相手の得意な魔法を使えるようになる能力ももち、ヴィアベルとの戦いの際に見た者を拘束する魔法（ソルガニール）を取得する。一次試験ではフェルンやラントと同じパーティーで、興味を抱いたラントに付きまとうようになる。二次試験ではゼンゼの複製体の相手をし、相性の良さを生かして撃破する。三次試験でゼーリエから合格を言い渡され、一級魔法使いとなる。
帝国でゼーリエ暗殺計画防止の大規模任務に招集された際は、ラントと共に情報収集を行う。
ラント
声 - 小松昌平
二級魔法使いの男性。一次試験ではフェルンやユーベルと同じパーティー。決して他人を信用せず、誰とも打ち解けようとしない。完璧な分身を作る魔法を得意とし、本体の自身は故郷の村から出ることなく分身体に替え玉受験させていた。三次試験でゼーリエから試験会場にいないことを見抜かれ、いい度胸だと合格を言い渡されて一級魔法使いとなる。
帝国でのゼーリエ暗殺計画防止の大規模任務に招集された際は、ユーベルと共に情報収集を行う。なお、ユーベルがラントの村にやって来た際は、彼女に自身の生い立ち（祖母と二人で暮らしており、彼女が亡くなった後も村から離れられなかったこと）を語っている。
デンケン
声 - 斉藤次郎
老齢の二級魔法使いの男性。もとは軍所属の叩き上げであり、熾烈な権力争いを勝ち抜いた海千山千の老獪な宮廷魔法使いでもある。なお、20代半ばのころに妻のレクテューレに先立たれており、子どももいない。
幼少時、黄金郷のマハトに師事して魔法を覚えた。またフリーレンに憧れて魔法使いを志し、魔法に対する考え方が彼女と似ている。フリーレン本人と面識はなかったが、一級魔法使いの一次試験でその正体を見抜き堂々と戦いを挑む。フリーレンにはまったく歯が立たなかったが、本来は一級魔法使いに遜色がない実力者である。常に冷静沈着で協調を重んじ、洞察や策謀に長ける一方、魔力が切れたら男らしく若者と殴り合うような熱く泥臭い一面をもつ。ラオフェンを孫のように可愛がったり、試験を脱落したリヒターを励ましに赴いたり、試験後も同じパーティーだった仲間との交流がある。三次試験でゼーリエから合格を言い渡され、一級魔法使いとなる。
若いころはレルネンとともに宮廷務めをしたことがある。北部高原に故郷の村があるが、マハトの魔法により村は黄金郷に飲み込まれており、故郷に入るために黄金郷の大結界を管理する仕事をレルネンより引き継いだ。「特権」によりゼーリエより授かった呪い返しの魔法（ミステイルジーラ）を引っ提げ、かつての師であるマハトと戦うことになる。紆余曲折があり一旦は黄金にされるが、フリーレンの力により復活を果たし、圧倒的な格上であるマハトの猛攻に耐えつつ、隙をついて高圧縮ゾルトラークを放ち相打ちに持ち込む。そして、重傷を負いながらも力を振り絞り瀕死のマハトを仕留める。
リヒター
声 - 花輪英司
二級魔法使いの男性。一次試験ではデンケンやラオフェンと同じパーティー。大地を操る魔法（バルグラント）を得意とし、遠方からでも視認できるほど巨大な大地の隆起を起こした。理性的な実力者であるが、一次試験でカンネの水を操る魔法に敗れる。二次試験ではゼンゼの複製体に襲われ、脱落する。オイサーストでは店を営み、粉々になったフェルンの杖を修理する。
ラオフェン
声 - 石上静香
三級魔法使いの女性。未熟ながら高速で移動する魔法（ジルヴェーア）を得意とし、一度はフリーレンから隕鉄鳥を奪うことに成功する。一次試験後、同じパーティーだったデンケンに孫娘のように可愛がられる。三次試験でゼーリエから不合格を言い渡される。
ヴィアベル
声 - 谷山紀章
二級魔法使いの男性。故郷を守り、魔王軍残党と戦ってきた北部魔法隊の隊長。すかしているようで面倒見が良く、的確な判断力をもちリーダーシップに優れる。実戦経験が豊富な武闘派で魔法を殺しの道具と考え、特権により強い魔法を得るために一級魔法使いになった。見た者を拘束する魔法（ソルガニール）を得意とし、一級魔法使いの一次試験ではこれを用いて隕鉄鳥を捕獲する。二次試験ではメトーデから現在の状況を知らされ、複製体退治に協力する。三次試験でゼーリエから合格を言い渡され、一級魔法使いとなる。
少年時代はヒンメルに憧れていた。故郷で好きだった女の子に対する"下心"が魔族と戦う理由とのこと。非常に若作りな外見をしているが、実年齢は30代半ばである。試験の合間の魔獣討伐で前衛に借り出したシュタルクの実力を高く評価し、のちに北部魔法隊に誘うが断られる。
エーレ
声 - 伊藤かな恵
二級魔法使いの女性。一次試験でヴィアベルやシャルフと同じパーティーになる。石を弾丸に変える魔法（ドラガーテ）を使う。魔法学校を首席で卒業した才女であるが、一次試験ではフェルンの圧倒的物量の攻撃魔法の前に完敗する。三次試験でゼーリエから不合格を言い渡される。一級魔法使いの祖父がいる。
シャルフ
声 - 村井雄治
三級魔法使いの男性。一次試験でヴィアベルやエーレと同じパーティーになる。花弁を鋼鉄に変える魔法（ジュベラード）を駆使してラントと対峙するが、彼の分身魔法を見抜けず敗北する。三次試験でゼーリエから不合格を言い渡される。
エーデル
声 - 黒沢ともよ
二級魔法使いの女性。一人称は「儂」。一次試験でドゥンストやブライと同じパーティーになる。戦闘能力は皆無だが、非常に優れた精神操作魔法のスペシャリスト。二次試験でゼンゼの複製体に襲われた際、水鏡の悪魔が創り出す複製体に"心"がないことを突きとめるも、自身は負傷のため脱落する。
のちにレルネンの依頼を受けて黄金郷の内部調査に協力をし、マハトに触れて彼の100年分もの記憶を読み取ることに成功するという、大手柄を立てる。そして握手を通じて自身の記憶を相手に伝える能力により、黄金郷に関する情報（記憶）をデンケンに受け渡す。
ドゥンスト
声 - こばたけまさふみ
立派な髭をたくわえた男性魔法使い。一次試験でエーデルやブライと同じパーティーになる。二次試験でゼンゼの複製体に襲われるが何とか逃れてフリーレン達と合流し、複製体に”心”がないことを伝える。三次試験でゼーリエから不合格を言い渡される。
ブライ
声 - 高橋伸也
スキンヘッドの男性魔法使い。一次試験でエーデルやドゥンストと同じパーティーになる。二次試験でゼンゼの複製体を足止めしドゥンストを逃したが、自身は試験から脱落する。
メトーデ
声 - 上田麗奈
一次試験でレンゲやトーンと同じパーティーになった女性の魔法使い。二次試験ではデンケンたちと共闘する。拘束魔法や精神操作魔法を使用できるが、フリーレンには通じなかった。魔力探知が得意で、魔法使いとしては珍しく回復魔法も使える。
三次試験でゼーリエから合格を言い渡され、一級魔法使いとなる。のちにゲナウとともにゼーリエに北部高原の魔族討伐を命じられる。戦闘慣れし多才で聡明だが「小っちゃい子」が好きで、フリーレンやゼーリエのことを気に入っている。
レンゲ
幼い外見の女性魔法使い。一次試験でメトーデやトーンと同じパーティーだった。二次試験ではデンケンたちに同行するが、ダンジョンの罠にかかり脱落する。オフは読書をしてることが多い模様。
トーン
声 - 坂泰斗
男性の魔法使い。一次試験でメトーデやレンゲと同じパーティーだった。二次試験ではデンケンの呼びかけに反発して単身でダンジョンに潜るも、複製体に襲われてあっけなく脱落する。

### 大陸魔法協会
ゼーリエ
声 - 伊瀬茉莉也
太古より生き続けるエルフの女性。神話の時代の大魔法使いであり、フランメの師匠でもある。約1000年前、フランメが連れてきたフリーレンと顔合わせをした。人類の歴史上のほぼすべての魔法を習得した生ける魔導書と言われ、全知全能の女神様にもっとも近い魔法使いと評される。
半世紀ほど前に突如として歴史の表舞台に現れ、大陸魔法協会の創始者となる。魔王軍との長い戦火時代の洗練された魔法使いを追い求め、一級魔法使いの座に就いた者には「一つだけ望んだ魔法を与える」と言う「特権」を約束している。
魔法使いに対して、強さ、戦闘力の高さを求める傾向が強く、才ある者や野心ある者を好む。その一方で、生活魔法や平和な魔法については、習得してはいるもののあまり好きではない模様。また、弟子たちの性格や好きな魔法は皆鮮明に覚えているなど深い愛情はあるものの、素直に気持ちを伝えられない不器用な一面もある。人類の魔法の開祖に上り詰めた弟子フランメが亡くなった際にフリーレンにエルフと人間の時間感覚の違いを説き、「千年で人間の時代がやってくる」と予言した。
魔力を制限した状態でさえ見た者を恐れさせるほどの絶大な魔力を放っている。かつて黄金郷のマハトを軽くあしらって子供扱いしたり、フリーレンを「歳のわりには技術の甘い魔法使い」と評し、さらにフランメを「失敗作」と切り捨てるなど、作中でも頭抜けた実力者であることを示唆する描写は多い。
フリーレンたちが受験した一級魔法使いの三次試験では急きょ試験官を務め、直感により受験者に合否を下す。これまで数多く人間の弟子を取ったが、皆ゼーリエの足元にも及ばないまま先立っていったとのこと。
ゲナウ
声 - 新垣樽助
魔法都市オイサーストの一級魔法使いの男性で、第一次試験の試験官を務める。一級魔法使いの価値を重んじて受験者に過酷な試験を課し、多くの死傷者が出ても悪びれる様子はまったくない。常より不敵で冷徹な言動が目立つ。
ゼーリエから北部高原の魔族討伐を命じられメトーデと行動をともにし、故郷が魔族に滅ぼされたさまを目の当たりにした。攻防とも強力な黒金の翼を操る魔法（ディガドナハト）を使い、魔法使いながら接近戦を得意とする。
シュタルクとの共闘により神技のレヴォルテと対峙、重傷を負いながらも死闘を制す。傷はメトーデの回復魔法によって治癒する。
ゼンゼ
声 - 照井春佳
一級魔法使いの女性で、ゼーリエの側近のひとり。足元までに伸びる長い髪（手入れは地獄らしく、考えたくもないそう）が特徴で、甘い香りがすると本人は言うが、血の匂いがするとフリーレンから言われたことを気にしている。一級魔法使いの第二次試験の試験官を務める。受験者同士の争いや無碍に死傷者が出ることを好まない自称・平和主義者であるが、受験者全員での一体的な協力・共闘を合格の重要な鍵とするような内容の試験を実施するため、過去に担当した4回の試験では一人の合格者も出していなかった。それゆえに今回担当した試験では、突出した実力者であるフリーレンが受験したために課題を突破され、逆に多過ぎる数の合格者を出したことでゼーリエの介入を招く。
少女のような可憐な見た目と裏腹に物言いは厳しくぶっきらぼうで愛想に乏しく、何事にも動じず常に落ち着いている。魔力により自身の長い髪の毛を強化・変幻自在に操作し、攻防一体の高い戦闘力を誇るが、髪の毛を容易に断裁できるユーベルとの相性は最悪である。
帝国で開催される建国祭の舞踏会にゼーリエが招待された際は、彼女の暗殺計画を防ぐためファルシュと共に護衛として同行する。なお、リネアールとは会うたびに殴り合うほど仲が悪く、また帝国の魔導特務隊には顔を覚えられるほど恨みを買っている。
レルネン
声 - 宮内敦士
老齢の一級魔法使いでゼーリエの側近。従来は第三次試験の担当を任されている。大魔法使いゼーリエの弟子であり、半世紀前に第1号の一級魔法使いになった。また、二次試験で活躍した脱出用ゴーレムの開発者でもある。
ゼーリエに「臆病な坊や」と揶揄される一方、その強さは高く評価されている。また、魔法使い試験の受付会場にて一目見ただけでフリーレンの魔力制限を見抜くなど、能力の高さは一級魔法使いの中でも群を抜いている。「その高い実力に見合った実績をひとつも残さずに死んでいくのだろう」と嘆くゼーリエへの思いから、たとえ悪名でも歴史に名を残すためにフリーレンを襲撃し、彼女の防御魔法を破壊し手傷を負わせるほどの力を見せるが、フリーレンからは「時間の無駄」と手合わせを拒否される。
若いころは宮廷務めで、同期の仕事仲間だったデンケンと友情を深めた。世渡り下手で宮廷を追われることになるが、最後まで庇ってくれたデンケンにずっと恩義を感じている。そんなデンケンを助けるために、エーデルとともに黄金郷の調査をした。黄金郷内ではマハトに襲撃されるが巧みに応戦し、隙を突きエーデルにマハトの記憶を読み取らせたのち、ゴーレムを用いて撤退する。
ファルシュ
声 - 白石兼斗
一級魔法使いの男性で、第三次試験の案内役を務めた。試験会場でフリーレンを見たが、その魔力制限を見抜くことは出来なかった。ゼンゼのような近接戦闘・対戦士に特化した魔法を扱う。
帝国でのゼーリエ暗殺計画防止の大規模任務の際はゼンゼと共に護衛として同行する。
ブルグ
過去に二級魔法使いの試験官を担当した一級魔法使いの男性。守りに特化したあらゆる攻撃魔法を通さないとされる「不動の外套」を身にまとうが、ユーベルの魔法で外套もろとも切断されて死亡する。
タオ
北部高原での戦闘経験も豊富な一級魔法使い。レルネンに協力し複数の二級魔法使いと共に黄金郷の内部調査をした際、マハトに遭遇して仲間もろとも一瞬で殺される。
フリュー
二級魔法使いの女性。タオらと共に黄金郷内でマハトと遭遇し、自身以外の仲間を皆殺しにされる。ひとり逃げのびて状況をレルネンに報告するが、マハトの魔法により黄金化する。
リネアール
一級魔法使いの女性。15年以上も帝国領で諜報活動任務に就いており、現在は内情を知ることができる身分にいる人物。建国祭の舞踏会に招待されたゼーリエの暗殺が秘密裏に計画されていることに気付き、それを報告した。ユーベルは北部支部で彼女を見かけたことがあり、その際の印象は中庭で一日中蝶を見ていた変人とのこと。ゼンゼとは仲が悪い一方でファルシュからはある程度信頼されている。

### 帝国領
アルメー
ティタン城塞の一帯を治めていた伯爵家の末裔。筋骨隆々の男性で、上半身裸のまま魔物に寝技をかけていたところをフリーレンたちと遭遇する。祖父の代に没落し、爵位も領地も取り上げられて傭兵の身となっていた。一族の財宝を取り返すため、大量の魔物が巣食う城塞内部への同行をフリーレン一行に依頼し、親玉を倒して無事回収に成功する。その後は財宝の半分を報酬として譲ろうとするが、フリーレンはアルメーが常用している「体がポカポカする魔法」の使用法のメモだけを受け取った。
ラダール
アオフガーベ連峰の峠道にある小村の村長。穏やかで人当たりがいい老齢の男性だが、その正体は帝国の特務機関「影なる戦士」の一員で、帝国の作成したリストにある人物が峠を通った際に始末する任務を請け負っていた。街道の開通で峠道への人流がほとんど絶えてからは任務終了の便りが来るのを毎朝確認するのが習慣となっていたが、リストの最後の一人であるフリーレンが村に立ち寄ったことで任務の遂行に動き出す。
その後、フリーレンの寝室に夜襲をかけるも見張っていたシュタルクに阻まれるが、一瞬でシュタルクを倒してフリーレンを組み伏せる。しかし復活したシュタルクの奇襲とフェルンの連携の前に敗れ、フリーレンに問い詰められるが、自身の過去を語った末に結局は見逃される。そして村を去るフリーレン一行を追わず妻の待つ家に帰り、任務終了の知らせを待ちながら郵便受けを眺める日々に戻った。
フラーゼ
帝国軍の特殊部隊である魔導特務隊の隊長。かつてヴァイゼに使者として赴いており、グリュックと面識がある。マハトがグリュックに「彼女はここで殺しておくべき」「ヴァイゼを滅ぼせるだけの力を持っている」と言うほどの実力者。
カノーネ
魔導特務隊副隊長。腰まであるポニーテールの女性。帝国の重臣が主催するパーティー会場をノイと共に巡回していたところ、潜入していたラントとユーベルを発見する。二人が手練れの魔法使いであることをノイから告げられるが、貴族の子弟と見るや保身を考え当初は見逃そうとする。しかしラントが用意した細工の矛盾に気付き、二人を賊として追うようノイに指示する。
ノイ
魔導特務隊の隊員。カノーネと共にパーティー会場を巡回していたが、潜入していたラントとユーベルを発見し、逃走する二人を追跡する。卓越した物質操作能力を持ち、その規模と操作速度でラントに反応の隙を与えなかった。小瓶に入れた光の粒子を持ち歩ており、攻撃として放てば命中した相手は視力と魔力探知を封じられる。ユーベルのソルガニールを受けた状態でも、それを使用して切り抜けた。激闘の末、視力を奪ったユーベルを人質にしてラントに投降を迫り、二人の捕縛に成功する。
レーヴェ
ゼーリエを暗殺する任務の指揮官として帝都に着任した人物。帝国最北端・ロルベーア領の総督を名乗る紳士で、右目の眼帯と顔の火傷のような跡が特徴。執事の爺や他の者達からは「閣下」と呼ばれ、みずからは「大戦士の亡霊」と語る。「俺の顔は歴史の影にすら残らん」と言いながら犠牲者への礼節のため身だしなみには気を遣う。フリーレンを任務の支障と考えない執事に対し慎重さが足りないと釘を刺し、誇りも名誉も捨てて勝利を奪い取ると宣言する。帝都に潜伏する「影なる戦士」の面々に対し、暗殺遂行時にゼーリエの護衛を引き付けて排除するよう指示する。かつて南側諸国に戦乱をもたらしたとされる大魔法使いミーヌスを討ち取ったという噂を持つ。
シュリット、ヴォルフ、イーリス、ルティーネ、クレマティス、ロレ、ヴァルロス、ガゼレ
レーヴェ配下の「影なる戦士」たち。傭兵のシュリット、酒場の店主ヴォルフ、酒屋の看板娘イーリス、図書館の司書ルティーネ、神父のクレマティス、シスターのロレ、浮浪者のヴァルロス、露天商のガゼレともう1名の計9名で構成される。超遠距離からの弓術を扱うヴォルフ、フリーレンの魔法を逆探知可能なロレ、元はラーゼンという名の北の果ての英雄ヴァルロスなど全員が手練れであり、フリーレン一行を狙う。

### 魔族
魔王
1000年以上前に存在していた魔族の王。ヒンメルたち勇者一行に討伐されたが、大陸最北端のエンデにはかつての居城が存在する。
存命時は「人類との共存」を望み、その果てに人類との大戦争を起こすことになった。激しい争いにより人類の人口は全盛時の3分の1にまで減少し、魔族もまた絶滅の危機に陥ったという。直下に大陸の要所を支配する「七崩賢」と呼ばれる大魔族たちを従えていた。
クヴァール
声 - 安元洋貴
「腐敗の賢老」の異名をもつ魔族で、魔王の部下として悪逆の限りを尽くすも、ヒンメル一行によって封印された。魔王軍内でも屈指の魔法使いで、史上初の貫通魔法、ゾルトラークと呼ばれる人を殺す魔法を完成させ、数多の冒険者や魔法使いを屠ってきた。あまりの強さゆえにヒンメルたちでさえ封印するのがやっとで、ヒンメル自身は毎年のように封印を確認しに来ていた。
封印が解けるタイミングでフリーレンとフェルンが討伐に乗り出すも、即座に現代魔法を解析し、弱点と対処法を編み出すなど腐敗の賢老の名に恥じない力を見せるが、フェルンにとっては一般攻撃魔法でしかないため完封され、フリーレンからは80年の歳月を経たゾルトラークをその身に受け討たれる。七崩賢、黄金郷のマハトからは旧友と呼ばれていた。
玉座のバザルト
1000年以上昔の魔王軍の将軍。軍勢を率いて当時のエルフの集落を滅ぼしたが、フリーレンに倒された。
断頭台のアウラ
声 - 竹達彩奈
魔王直下の大魔族で、七崩賢のひとり。約80年前に勇者一行と戦い、当時は配下のほとんどを失って消息不明となっていたが、28年前に力を取り戻し北側諸国と戦っていた。和睦と称して使者のリュグナーたちをグラナト伯爵領へ送るも、無論それは嘘であり、再侵攻をもくろむ。
魔族の中でも500年以上を生きる長命であり、おのれの魔力に絶対的な自信をもつ。「服従の天秤」という天秤に自身と相手の魔力を乗せて魔力が少ないほうを「服従させる魔法」を扱い、首がない不死の軍勢を手駒としていた。
不死の軍勢を率いて、自身を倒しに来たフリーレンと対峙。フリーレンの魔力制御による隠蔽を見抜けず侮って天秤を使用するが、偽装を解いたフリーレンと自身との歴然たる魔力差に驚愕し、逆に自身が操られる。最後は自害しろという命令をフリーレンから受け、泣きながらみずから首を斬って死亡する。
リュグナー
声 - 諏訪部順一
アウラの配下。首切り役人。人間との和睦の使者としてグラナト伯爵領を訪れる。言動は丁寧だが、裏では街の防護結界を解除させ、アウラの軍勢を招き入れるために暗躍する。街をフリーレン一行が訪れ、ドラートが先走って衛兵に死人が出たことで伯爵に問い詰められ、本性を表して彼を捕らえる。伯爵を助けに来たフェルンの魔法を見たことで、忘れていたフリーレンの顔を思い出す。その後は「血を操る魔法」を使いフェルンと交戦する。フェルンが得意とする魔法の速射技術の規模に対してフェルン自身から感じられる魔力の規模が小さいことに疑念を抱くが、リーニエの敗北に気を取られ魔族を殺す魔法の直撃を受けて致命傷を負う。疑念の末、フェルンの見せた戦法が魔力の規模を過小評価させて油断させるというやり口だったこと、フリーレンもまた過去に同じ戦い方をしていたことに気づき、フェルンたちを卑怯者呼ばわりしつつ討たれる。
リーニエ
声 - 石見舞菜香
アウラの配下。使者の少女。魔力探知が得意で、りんごが好き。ドラートが死んだ際は、油断したからだと高をくくっていたが、リュグナーに諫められる。その後はシュタルクと交戦し、過去に記憶した相手の魔力を真似るという「模倣する魔法」を使いアイゼンの技で彼を驚かせるも、その技はアイゼンと比べてまったく攻撃の重さに欠けており、あえて一撃を体で受け止めたシュタルクの閃天撃を受けて死亡する。
ドラート
声 - 大鈴功起
アウラの配下。使者の少年。フリーレンを邪魔者だと独断で暗殺をもくろみ、衛兵を殺害したうえ、魔力の糸で彼女も始末しようと襲いかかるが、両腕を切断されて返り討ちに遭い死亡する。
神技のレヴォルテ
魔力で作り上げた四刀を振るう4本腕の将軍。人間に化けられる幼女のような外見の魔族を従える。ゲナウの相棒を殺し、さらに彼の故郷も滅ぼした。ゲナウ・シュタルクを相手にした死闘で両者に重傷を負わせるが、最後は人間のしぶとさに屈して討たれる。
片方の角が折れた男の魔族、眼帯をした女の魔族
名称は不明。レヴォルテ、少女の魔族を含めたゲナウの故郷を襲った4体の魔族の中の2体。好戦的でフリーレンを含めた熟練魔法使いが3人と分かっていても臆する様子はなく攻撃をしかける。
男の魔族は「霧を操る魔法」で相手の視界と魔力探知を塞いだ上で、霧の中であれば魔力を隠しても相手を探知して攻撃が可能と奇抜。女の魔族は攻防一体で純粋に隙が無い堅実的な戦い方をする。霧でフリーレンらを分断するも魔法を解析したメトーデにより「霧を晴らす魔法」を使われ、気を取られたことでフェルンの探知範囲外からの魔法の超遠距離射撃を受け死亡した。
全知のシュラハト
かつての魔王の腹心で、千年後の未来まで見通す魔法を操る。全七崩賢と共に南の勇者を迎え撃ったが、七崩賢のうち三人は討ち取られて自身も相打ちで倒されたとされる。七崩賢を従えるほどの権力を持つが、力を示すことには消極的で、未来についても最期まで多くを語ることはなかった。
奇跡のグラオザーム
七崩賢のひとり。マハトにとっては相性が最悪とされる。大魔族さえもあざむく強力な精神魔法の使い手で、今現在のその容姿が本当なのかは誰にもわからない。南の勇者の討伐計画においてシュラハトとともにマハトの前に現れた。南の勇者との戦いのあと、その戦いに関するマハトの記憶を消す役を受けもつ。
その後、フリーレン抹殺のため送り込まれたソリテール、血塗られし軍神リヴァーレ、終極の聖女トートたちのまとめ役となり、離脱したトートを除く3人でヒンメル一行を襲撃。「楽園へと導く魔法（アンシレーシエラ）」を使い、ヒンメルとフリーレンを幻影の中に沈めるも、幻影に陥ったまま戦えるヒンメルに追い詰められる。策に窮して奥の手を示すそぶりも見せたが、ソリテールに止められて撤退する。魔王討伐後の世界では、彼も討ち取られたとされている。
不死なるベーゼ
七崩賢のひとり。強力な結界魔法で相手を閉じ込めることができ、その結界は人類には打ち破れないほど強力だとされる。勇者一行をその結界に閉じ込めたが、仲間の支援を受けたフリーレンに破られてしまう。人間を甘く見ていたため、最後の対決では結界を破ったフリーレンのみを警戒し、眼中になかったヒンメルに背後から痛撃を受けて絶命する。
黄金郷のマハト
七崩賢の最後の生き残り。クヴァールのことは旧友と呼んでいた。大陸魔法協会が管理する大結界により、みずからが作り出した黄金郷内に長らく封印されていた。防御や解除が不可能な「呪い」、万物を黄金に変える魔法（ディーアゴルゼ）の使い手。また、携帯する衣服を武器に変化させて戦闘に用いる。
魔族としては穏健派で戦いを好まないが、一級魔法使いを含む精鋭魔法使いの集団を一瞬で皆殺しにするなど桁外れの戦闘能力を誇る。600年前にフリーレンを敗北させたひとりでもあり、現在の彼女でさえ匙を投げるほどの凄まじい実力から、七崩賢で最強とされる。昔、自身が滅ぼしたある村の神父との出会いがきっかけで人類を理解したいと思うようになり、人類がもつ「悪意」や「罪悪感」という感情を理解したいと考え、「人類との共存」を願いながら、人類を殺戮する日々を送った。
紆余曲折を経て80年ほど前にヴァイゼの領主グリュック家のお抱えの魔法使いになり、幼少時のデンケンに魔法を教えた。また、60年前に「支配の石環」を使った領主より「ヴァイゼの民とその子々孫々に仕えること」と「ヴァイゼの民に悪意を持った行いをしてはならないこと」を命じられた。グリュックとの主従関係は30年間にも及んだが、「悪意」や「罪悪感」の概念を理解する目的で最後はヴァイゼもろともグリュックを黄金化する。その後にゼーリエと戦うが軽くあしらわれ、同行していたレルネンら一級魔法使いたちが作った大結界により黄金郷内に封印される。
のちのちにソリテールの手によりついに黄金郷の大結界から解放され、かつての弟子であったデンケンと戦うことになる。戦いではデンケンを圧倒するが、気を取られた隙に攻撃を受けて致命傷を負う。瀕死の状態でグリュックとの再会を果たしたあと、追いすがるデンケンにとどめを刺される。
電閃のシュレーク
魔王が討伐されてしばしのち、魔王軍の残党を率いてヴァイゼを攻めようとした魔族の将軍。マハトの手によりあっさり討たれる。
ソリテール
少女のような外見で、人類について研究をしている変わり者の大魔族。昔、収斂進化の概念や人間の魔法をマハトに教えた。「魔族と人類の共存」の悲惨な結末を見るためマハトに加担し、黄金郷の大結界を破壊する。「人類との共存」を魔族にとって危険な思想と捉えており、マハトの考えを改めさせると語りながら、その実マハトの殺害を考えていた。かつては魔王から知識の教授を受けていたこともあり、魔王の命でフリーレン抹殺のためヒンメルのパーティーに襲いかかったこともある。その際は顔を出さず、影からの援護に留めている。
マハトに匹敵する強大な魔力をもち、長い年月を生きながらもその名が人類側の記録にない「無名の大魔族」である。その無名たるゆえんは、彼女がこれまで遭遇してきた者（人類）を皆殺しにしてきたためと考えられる。性格は非常におしゃべりで、「お話」と称して質問責めをしながら対峙した者をじわじわといたぶる。常軌を逸した堅牢で精密な魔力操作技術を誇り、魔力をぶつける攻撃や高密度の魔力による鉄壁の防御を得意とする。
フリーレンが「マハトと同格」と目するほどの圧倒的な実力者であり、探求心も旺盛で、アウラが討伐された際の残留魔力を調べてフリーレンの魔力制限を見破っていた。魔力を解放した本気のフリーレンでさえ手に余るほどの強さを見せるが、最後は油断を突かれてフェルンの手による超長距離の高圧縮ゾルトラークの不意打ちに遭い、討伐される。
残影のツァルト
七崩賢、奇跡のグラオザーム配下の青年魔族。約80年前に女神の石碑を監視する任に就いており、時空干渉を感知して原因を探りに向かった先で過去へと戻ったフリーレンやヒンメルたちと遭遇する（しかし、フリーレンには当時出会った覚えがなかった）。
手で触れたものを空間転移する魔法の使い手で、その能力は山のような岩塊すらも転移させることができる。人類が飛行魔法を使えない時代には、相手を高所に転移させて落下死させる手法を得意とした。ヒンメルらとの戦闘で手傷を負うも、最後は彼らの頭上に巨大な大地を転移・落下させての圧死を狙うが、その時代の人類が使えないはずの魔法をフリーレンに使われて状況を打開され、討たれる。彼女が未来から来たと気付いたのは死ぬ直前であった。
血塗られし軍神リヴァーレ
フリーレンがフェルンに対し、注意すべき人物として名を挙げた大魔族のひとり。大柄な体型で、魔族最強の戦士を名乗る。約80年前に奇跡のグラオザームによりソリテールや終極の聖女トートとともにフリーレン討伐のため招集された。戦いに誇りを見出すストイックな戦士で、その剛腕を武器として戦う。自身を「老いぼれ」、グラオザームやトートたちを「若造」と呼ぶほどの高齢だが、若い魔族たちへの気づかいも絶やさない。
女神の石碑を目指すヒンメル一行を剛腕で急襲するがアイゼンに阻まれ、「俺の拳を止められたのは一世紀ぶりだ」と語る。足止めに残ったアイゼンに敬意を表し、みずからも斧を創り出して装備する。アイゼンの斧を顔面で受けても傷一つ付かないほどの強靭さを示すが、閃天撃を正面から受けてようやく負傷する。しかし笑顔で賛辞を贈り、ヒンメルの指示で撤退していくアイゼンを見送った。
終極の聖女トート
フリーレンがフェルンに対し、注意すべき人物として名を挙げた大魔族のひとり。聖女のような装いで、ショートヘアに三つ編みが特徴。約80年前に奇跡のグラオザームによりソリテールや血塗られし軍神リヴァーレとともにフリーレン討伐のため招集された。グラオザームを「グラちゃん」、リヴァーレを「リヴァちゃん」など、相手をちゃん付けで呼ぶ。
グラオザームのもとに現れた際、あと百年でこの星を覆い尽くす呪いをかけていると語り、その時点では三割まで達成していたという。魔王への忠誠心や魔族の存亡には関心がなく、魔法の探求と明日の糧さえ困らなければいいと明言し、戦いには加わらずその場を去る。グラオザームからは「彼女の戦場は未来のようですね」と述べられた。

### その他
フランメ
声 - 田中敦子
魔法史に登場する伝説の大魔法使いであり、人類の魔法の開祖。今ではおとぎ話の人物とも言われて存在すら疑われているが1000年ほど前に実在しており、その唯一の弟子がフリーレンとされる。また、ゼーリエの弟子でもある。これまでに発見されている彼女の魔導書はことごとく偽物とされる。
過去に魔王の命令でエルフの集落が襲撃された際、独り生き残ったフリーレンを保護した。当時は魔王軍の将軍より強い追っ手を瞬殺するほどの実力者で、フリーレンからは自分よりはるかに強い魔法使いだと見抜かれている。フリーレン同様に魔族を憎んでおり、彼女に魔力を制限し相手を油断させて殺すという戦闘方法を教授し、一生掛けて魔族を欺けと伝えた。一番好きな魔法は「綺麗な花畑を出す魔法」とのこと。
生前に手記を書き、フォル盆地のどこかに遺した。それを探し出して読んだフリーレン一行は、魂の眠る地（オレオール）を目指すことになる。
クラフト
声 - 子安武人
シュヴェア山脈に向かう途中、デッケ地方の避難小屋でフリーレン一行が出会ったエルフの男。同族（フリーレン）に出会ったのは300年ぶりとのこと。小屋内で半裸でスクワットしていた姿をフェルンに目撃され、変質者と誤解される。その後、吹雪で低体温のシュタルクを暖めて救い、長い冬を越すために半年間フリーレンたちと過ごす。フリーレンとは女神を信仰しているという身の上話を交わし、今生の別れとは思わないと告げて去る。
現在の職業は武道僧（モンク）。はるか昔に世界を救う偉業を成した英雄であったことが示唆され、石像も立てられている。なお、オイサースト近郊でユーベルが盗賊たちに絡まれているのに遭遇し、（逆に彼らがユーベルに殺害されるのを防ぐために）追い払っている。
ミリアルデ
エルフの女性で、かつてのフリーレンの知り合い。遠い昔に「人生をかけて探したものが、何の価値もないゴミだった」と言う経験をしたようで、即位式の際に配られた「皇帝酒（ボースハフト）」という名の安酒について、暇つぶしに「皇帝酒は最上の名酒である」と言う嘘の碑文を彫った。のちにこれはファスの人生を狂わせることとなる。
南の勇者
かつて人類最強と謳われた勇者で、北側諸国ファーブル村に銅像がある。たった一年で魔王軍の前衛部隊を壊滅させ、北部高原最北端に集結した全七崩賢及びシュラハトの計8人を同時に相手にして戦う。うち七崩賢3人を討ち取るが、シュラハトと相打ちで死亡したとされる。
魔王討伐の旅立ちの前、フリーレンをパーティーに誘うも断わられた過去がある。未来を見通す魔法により自身の壮絶な最期やフリーレンが別の勇者（ヒンメル）と出逢い魔王を倒すことを予見しており、そのことをフリーレンに伝えて立ち去った。
エーヴィヒ
賢者エーヴィヒと呼ばれた人物。死者の蘇生や不死の魔法を研究していたとされるが、フリーレンの解読によれば彼の魔導書にそのような魔法は記されてなかった。神話の時代に、魔族の心を操る魔道具「支配の石環」を作り上げた。

## 魔法
人を殺す魔法（ゾルトラーク）
魔王軍の魔法使いクヴァールが開発した史上初の貫通魔法。
かつては防御不能の貫通魔法として猛威を振るったが、クヴァールの封印後に精力的な研究が行われた結果人類の魔法体系に組み込まれ、魔法使いならだれもが扱う「一般攻撃魔法」と呼ばれている。
魔力の球、もしくは魔法陣からビームのように帯状に射出される。制御によって軌道を曲げることもでき、背面や側面を狙って撃つシーンが見られる。
魔族を殺す魔法（ゾルトラーク）
フリーレンによって魔族を殺すことに特化した改良が施された人を殺す魔法。フリーレンからフェルンにも伝授されている。
一般攻撃魔法として名前を言わずに使われていることが大半だが、魔族に向かって放つときには明記される。
防御魔法
六角形の透明な壁を形成し、攻撃を防ぐ魔法。魔法、物理のいずれにも耐性があるが、特に魔法に対して強い耐性を持つ。現代の防御魔法は人を殺す魔法を解析した結果開発されたもので、魔法に同調して威力を分散させる術式となっている。
複数の六角形を組み合わせることで壁状や球状、もしくはその一部分を展開することができ、自在に防御範囲を操ることができる。
術式としては高度なもので魔力の消費も激しいとされ、多くの魔法使いは必要最低限な分だけを形成して防御するようにしている。
防御魔法のみでほとんどの攻撃魔法は防ぐほどの防御性能を持つ一方、物理的な防御性能は魔物や戦士の攻撃を防ぐ程度のもので強大な物理攻撃によって破られる。このため、現代の攻撃魔法は魔力によって物質を操るものが主流になっているという。
飛行魔法
対象を宙に浮かせて飛ばす。自身に使用することで空を飛べる。
魔族の魔法術式をそのまま転用したものであり、原理が解明されていないため人体より大きなものはわずかな時間しか飛ばせない。
見た者を拘束する魔法（ソルガニール）
ヴィアベル、ユーベルが使用。相手の身体と魔力の操作を封じる強力な拘束魔法だが、相手の全身を視界に入れないと使用できない。
大体なんでも切る魔法（レイルザイデン）
ユーベルが使用。術者が切れると思ったものは何でも切れるが、切れないと思ったものはまったく切れない。
大地を操る魔法（バルグラント）
リヒターが使用。地面を隆起させて直接攻撃をしたり防壁を作る。
竜巻を起こす魔法（ヴァルドゴーゼ）
デンケンが使用。
風を業火に変える魔法（ダオスドルグ）
デンケンが使用。竜巻を起こす魔法と組み合わせて業火の竜巻を作り出した。
裁きの光を放つ魔法（カタストラーヴィア）
デンケンが使用。先端が十字になった光の矢を放つ。
破滅の雷を放つ魔法（ジュドラジルム）
フリーレンが使用。
地獄の業火を放つ魔法（ヴォルザンベル）
フリーレンが使用。
黒金の翼を操る魔法（ディガドナハト）
ゲナウが使用。黒金の翼は直接の斬撃や防御のほか、羽を飛ばした遠距離攻撃も可能。

### 民間魔法
作中で定義については触れられていないが、魔法を管理する団体によって管理されていない魔法、もしくは戦闘以外の用途に使用される魔法と思われる。
花畑を出す魔法
フリーレンとその師フランメが一番好きだと公言する魔法。フリーレンにとってフランメとヒンメルとのつながりの意味を持つ魔法であり、作中の回想にたびたび登場する。
高速で移動する魔法（ジルヴェーア）
ラオフェンが使用。魔法を使ったフリーレンのもとに即座に到達したことから、ある程度の距離でも移動できるとみられる。
鳥を捕まえる魔法
狩猟を生業とする一族が編み出した魔法。鳥に近似するものなら魔物でも拘束でき、強力な拘束力がある。しかし、射程が50cmと短い。
宝箱を判別する魔法（ミークハイト）
宝箱がミミックか否かを99％の精度で判別する。
命懸けで宝物庫の扉を閉じる魔法
水鏡の悪魔が生み出したフリーレンの複製体が使用。民間魔法の中でもトップクラスの封印魔法で、術者が死ぬまで決して扉は開かない。
霧を晴らす魔法（エリルフラーテ）
メトーデが使用。神技のレヴォルテの部下の魔族が作り出した霧を晴らした。
服の汚れをきれいさっぱり落とす魔法
フェルンが一級魔法使いの特権としてゼーリエより授かった。服を綺麗にしたうえ、フローラルな香りもするようになる。フリーレン曰く、神話の時代に存在したとされる伝説級の魔法。

### 魔族の魔法
人類とは天と地ほども違う魔法体系から生み出された魔法で、優れた魔族の扱う魔法はまるでおとぎ話の魔法のようだと言われている。人類の魔法の中にも、これを解析応用したものや、原理が分からないまま転用したものがある。
血を操る魔法（バルテーリエ）
リュグナーが使用。血に魔力を込めて操っているとみられる。
血を複数の触腕のように形成して切断や刺突攻撃をする。
模倣する魔法（エアフアーゼン）
リーニエが使用。人が動いている時の体内の魔力の流れを記憶し、動きを模倣する。
シュタルクとの戦闘の際、以前に記憶したアイゼンの動きを模倣して戦った。
服従させる魔法（アゼリューゼ）
断頭台のアウラが使用。自分と相手の魂を「服従の天秤」に乗せ、より大きな魔力を持つ者がその相手を永遠に服従させる。
自分のほうが魔力が少なければ自分が相手に服従することになる諸刃の剣と言える魔法。
霧を操る魔法（ネベラドーラ）
神技のレヴォルテの部下の魔族が使用。魔力を込めた霧はわずかな魔力にも反応する性質を持つ。
攻撃を旋風に変える魔法（メドロジュバルト）
神技のレヴォルテの部下の魔族が使用。剣撃の射程を拡大するのに使用している。
万物を黄金に変える魔法（ディーアゴルゼ）
黄金郷のマハトが使用。北部平原の城壁都市ヴァイゼを住民もろとも一瞬のもとに黄金に変え、術者が封印された現在もその範囲を拡大している。
なお変えられた黄金は溶解も加工も出来ないため、貴金属としての価値は無い。
楽園へと導く魔法（アンシレーシエラ）
奇跡のグラオザームが使用。強力な精神魔法で、相手を現実と見紛う程の幻影の中に送り込む。
フリーレンの精神防御を打ち破るほど強力だが、ハイターには通用しなかった。

### 女神様の魔法
聖典に記されていて、聖典の所持者にしか使えない魔法。扱うには生まれながらの資質がないと難しく、そのほとんどは原理が分かっていない。聖典には使用法が暗号で書かれており、ヒンメル一行の時代までに解読・発見されたものは全体の3%と言われている。
女神の三槍
ザインが使用。光の矢を三本同時に射出する。
目覚めの解呪
ザインが使用。混沌花の呪いの眠りからフリーレンを目覚めさせた。ザイン曰く混沌花の呪いに対する効果時間は5秒。
病気を判別する魔法
正式な名称は不明。北側諸国オッフェン群峰でフェルンが体調を崩した際にフリーレンが使用。

## 魔物
ミミック
ダンジョンなどで獲物を待つ、宝箱に偽装した魔物。迂闊に宝箱を開けた冒険者に襲いかかり捕食すると考えられる。フリーレンは過去に幾度となくミミックに食われそうになるが、今のところ無事である。
幻影鬼（アインザーム）
人間のみを捕食する狡猾で貪欲な魔物。その人にとって大切だった死者の幻影を見せて相手を誘い込むという。フリーレンの前にはヒンメル、フェルンの前にはハイターの姿で現れた。
紅鏡竜
中央諸国のリーゲル峡谷に住む竜。魔道書など、魔力の籠もった物を営巣の材料にしている。シュタルクの強さを見抜いており、彼がいる村を襲えずにいたが、後にシュタルクの手で討伐された。
山の主
剣の里近くの勇者の剣を祭る洞窟前にいた魔物。巨大な狼のような風貌で、フリーレンからはたった80年で主となった新顔と呼ばれる。フリーレン一行の活躍によりあっさり討伐された。
混沌花の亜種
北側諸国ラオブ丘陵の村人を「呪い」で眠らせていた巨大な花。対象の魔力を吸い取り肥料とする。ザイン以外が眠らされるが、彼がフリーレンを目覚めさせ、弱点の核を撃ち抜かれて倒された。
屍誘鳥（ガイゼル）
北側諸国グローブ盆地に生息する巨大な鳥。その場が一級資格試験の第一次試験区となり、受験者を襲っていた。死体に魔法をかけ、それに触れた者を探知し、次の獲物にするという狩り方を行う。
水鏡の悪魔（シュピーゲル）
神話の時代から存在するとされている。未踏破の迷宮「零落の王墓」の最深部に潜み、迷宮に侵入して来た者の完璧な複製体を創り出す。自身は脆弱であるが、複製体により侵入者の迷宮探索を阻害する。
毒極竜
北側諸国ザオム湿原にて発見した封魔鉱の鉱床内に生息していた竜。封魔鉱のせいでフリーレンとフェルンは魔法が使えず、シュタルクとの相性も悪かったため、戦わずに全員で逃走して難を逃れた。
クラーケン
北部高原のコリドーア湖（内海よりも大きく、北側諸国最大の大きさを誇る）に身を潜めていた海の魔物。巨大なイカのような姿をしており、フリーレン達が乗った小舟に襲いかかった。
ゴーレム
北部高原のエルンスト地方にいたゴーレム。正確には魔物ではなく、千年前の統一帝国時代に創られた産物。調理用の個体が村に迷惑を掛けていたため、フリーレンにより機能停止された。
天脈竜
北部高原のヴィッセン山脈付近を飛んでいた超大型の竜。温厚な性格で、争いを嫌う。悠久の時を生きると言われており、背中には外界と何万年も隔絶された独自の生態系が築かれている。
皇獄竜
北部高原に生息する竜種の中では最強の竜。約80年前、統一帝国時代の街の遺跡に陣取っており、女神の石碑関連の書物を探しに来たヒンメル一行が戦闘を挑み、苦戦しつつもなんとか討伐した。

## 用語

### 世界観
縦に長い大陸を舞台とし、大陸の周囲には幾つかの島が点在する。1000年程前までは統一帝国という国家が大陸の大部分を支配していた。現在は北部から南部にかけて「北側諸国」、「中央諸国」、「南側諸国」といった国家群が存在し、フリーレン一行は大陸最北端のエンデを目的地として旅を始めたため、物語作中に登場するのは北側諸国が最も多く、中央諸国の描写は少しのみ、南側諸国は登場人物の言葉や背景で語られるのみで登場しない。

### 国家・組織
北側諸国
フリーレン一行やヒンメル一行の旅路の主要舞台で、中央諸国・リーゲル峡谷の北から大陸最北端に至る広大な地域。魔王城のあるエンデ、「帝国」を含めた国家群や魔物が蔓延る北部高原があり、他にも作中には断頭台のアウラが攻めていたグラナト伯爵領や勇者の剣が眠る剣の里、一級魔法使い試験が行われた魔法都市オイサースト、黄金卿のマハトの城塞都市ヴァイゼなどが登場する。
帝国
北部高原より北を領土とする国家。首都は帝都アイスベルク。統一帝国の末裔を名乗り、魔王軍と戦った100年前は周囲を魔族領に囲まれ人類圏から孤立するも、逆に攻勢に転じて魔族から領土を奪い返している。魔法の軍事転用に積極的で、現在はマハトやソリテールですら解除に手こずるという国防結界が張られている他、対魔法使い、対人戦闘に特化した「魔導特務隊」や「影なる戦士」、「聖杖法院」といった特殊部隊や特務機関を有する。また、毎年魔王の討伐祭を開催しているが、勇者など過去の英雄を神格化する傾向を持つ。
魔導特務隊
帝国が有する特務部隊。隊長はフラーゼ。帝国が正式に存在を認めている組織であり、国防戦力の要。帝国最強と呼ばれる優れた魔法使いで構成され、一国すら滅ぼすことが可能だという。国境の警備や内乱の鎮圧などを主任務とする。
影なる戦士
帝国が有する対魔法使い専門の特務機関。魔力の隠匿に特化した戦士で構成される。統一帝国の頃から噂が存在していたが、フリーレンでさえその実在を確信していなかった。
聖杖法院
帝国に存在するとされる特務機関。反乱を防ぐための対魔法使い専門の組織の一つで、その象徴には「聖杖の証」と同じ意匠が使われている。
中央諸国
ヒンメル一行の旅立ち及び魔王討伐後の帰還の地となった王都、大陸魔法教会が本部を置く聖都シュトラール、シュタルクの故郷などがある。
南側諸国
戦災孤児であったフェルンの出身地。ラオフェンも（容姿や使用魔法から）こちらの出身らしいことが示唆されている。
大陸魔法協会
約50年前に大魔法使いゼーリエが設立した組織で、魔法使いの資格認定等を行う。シュタルクからその存在を教えられたフリーレンには初耳だった（彼女からすれば長い年月の経過で魔法を管理する団体が次々変わるため、覚えていられない模様）。無資格の場合は闇魔法使い呼ばわりされる。五級から一人前となり、魔法使いの総数は五級以上が600人、それ以下を含めた全体では2000人とされる。

### 地名・施設
魂の眠る地（オレオール）
フリーレン一行の最終目的地。大魔法使いフランメの手記によれば、この世界の人々からは天国と呼ばれる魂の集まる場所で、死者との対話ができるとのこと。位置は魔王城のある大陸最北端のエンデ。ヒンメルと会話をするために一行が目指す地となった。
オイサースト
北側諸国キュール地方にある諸国内で最大の魔法都市。フリーレンが一級魔法使いになるための試験を受けに訪れた。一級試験は3年に一度しか開催されず、この街の大陸魔法協会北部支部か聖都シュトラールの本部でしか受験できない。フリーレンは魔法都市ですら魔法使いをあまり見かけないため、100年前の頃と比べ数が減ったと感じていた。
北部高原
幾多の魔物や魔族が生息する非常に危険なエリアで、外部から侵入する際には一級魔法使いの同行が義務付けられている。ただし、エルンスト地方（北側諸国最大の国家である帝国と接しているため、街道が整備され、凶暴な魔物もほぼいない）など、穏やかな地域も一部存在する。
ヴァイゼ
北部高原ヴァイゼ地方にある城塞都市。グリュック家が領主として治めていたが、50年前に七崩賢の一人、黄金郷のマハトの手で都市全体が黄金に変えられてしまい、現在は大陸魔法協会が結界で封じた都市の管理をしている。後にフリーレンがマハトの記憶・魔法の解析を行った結果、ついに呪いが解かれ、街も人も元の姿へと戻った。
女神の石碑
天地を創造した女神が自らの魔法を込めて残したとされる石碑。大陸には全部で十の石碑が存在する。有史以来、解読できた者はいない。フリーレンが帝国への入国審査の間に、その内の一つを解読のリベンジ（前回は魔王討伐の途中）のために立ち寄り、解析を始めた際に過去へと飛ばされることとなった。

### 種族・生物
エルフ族
フリーレンの出身種族。寿命がとてつもなく長いのが特徴。数は少なく、エルフ（フリーレン）を生まれて初めて見たという者もざらにいる。フリーレン自身もクラフトに出会うまでは同族を見たのは400年以上前だと語っており、エルフは恋愛感情や生殖本能が欠落しているため、絶滅が近いのではないかと考えている。
ドワーフ族
アイゼンの出身種族。人間よりもはるかに小柄な体格だが体力・力に優れると共に肉体の頑強さも特徴とし戦士の職に就く者が多い。エルフほどではないが寿命は人間よりは長く、平均寿命は300年ほどであるらしい。また、「魂が死後行きつく場所は無である」という独特な死生観を持つ。
隕鉄鳥（シュティレ）
一級魔法使いの一次試験で題材となった鳥。極めて頑丈で最大飛行速度は音速を超え、さらに警戒心が強く魔力に敏感な為、捕獲することは非常に困難である。

### 魔族関連
魔族
魔物から進化した生物で、人類に対して捕食者として立ちはだかる。長大な寿命と魔力に対する鋭い感受性を持っているが、悪意や罪悪感など、人類が持つ感情の一部が先天的に欠落している。大魔法使いフランメは言葉を話す魔物を「魔族」と名付けた。家族という概念や子育ての習慣がないため誕生直後から天涯孤独に過ごし（下記のように複数人が徒党を組むなど実力主義的な上下関係による社会は形成している）、長い寿命の中で一つの魔法の研究に生涯を捧げると言われる。ただし飛行魔法のように魔族にとっては特別でない魔法は研究の対象とせず普通に使用する。「人の声真似をするだけの言葉が通じない猛獣」というフリーレンの弁の通り、概ね人間とほぼ同じ姿かたちをしているが思考形態は人間とは大きく異なっており、人間の感情を知識としては知っていても理解することはできないため、話し合いでわかり合うことは決してできない。言葉をもって人を欺き油断させて屠ることを常套手段としている。
「強力な魔力を持つ強者こそが偉い」という実力主義的な社会を形成しており、魔力が地位や財産に相当し、かつ尊厳と誇りであるという考え（フランメ曰く「クソみたいな驕りと油断」）を持つため、魔力制限を行うという発想を持たず、また持てない。
七崩賢
魔王直下の大魔族7人を指す。いずれも強大な魔力を誇り、その魔法は人類、魔族双方から「人知も人の理も超える」と言われている。かつて北側諸国を中心に大陸の要所を支配していたが、魔王から南の勇者討伐の勅命が下り、魔王の腹心である全知のシュラハト配下に7人全員が集結する。激闘の末、七崩賢3人が南の勇者に討たれ、南の勇者はシュラハトと相討ちになり倒される。その後、残った4人のうちベーゼを含む2人はヒンメル一行に討伐され、残りの2人は逃亡や消息不明により討伐を免れた。
ヒンメルの死から数十年後、フリーレン一行の旅中にて断頭台のアウラがフリーレンに、黄金郷のマハトがデンケンに討たれたことで七崩賢は全滅した。ただし、クヴァ―ルやソリテールのように七崩賢ではないものの、彼らと同等クラスの力を有する強力な魔族も存在する。
将軍
魔族の中でも熟練の戦士のことを指す。強大な魔力で身体能力を強化し、武術を操る。また魔法による武器を創造したりもする。中には何百年もかけて求道者のように極める者もおり、魔王軍にはアイゼン以上の戦士も存在した。

### その他の用語
呪い
魔物や魔族が使い、人類が未だに解明できていない魔法のこと。人を眠らせたり石にしてしまう。人類の魔法技術では原理も解除方法も不明であるが、唯一僧侶が使う女神様の魔法だけは別で、呪いに対処できる（僧侶自身は女神の加護があるために呪いが効きにくい）。
女神様の魔法
聖典に記された魔法。聖典所持者かつ資質がないとうまく扱えず、その原理も呪いと同様分かっていない。
封魔鉱
魔法を無効化する力を持った鉱石。その純度により無効化できる範囲が変わる。また、魔力を込めると光る性質があり、込めた魔力が強いほど強く光る。とても希少で小石ほどの大きさでも金貨数枚はくだらない程の価値があるが、最大級の硬度を持つ為に採掘や加工は極めて困難。
聖雪結晶
北部高原のシュマール雪原で採掘される鉱物。魔法薬の原料になるが、めったに見つからず、凶暴な魔物がうろつく危険地帯に鉱脈があるため、貴重品として高値で取引されている。フリーレン一行が冒険者の野営地を訪れた際は、鉱脈保護のための魔物退治と対人結界の設置を引き受けた。

## 社会的評価・受賞
2025年7月時点で全世界での累計部数は3000万部を突破している。2020年以降は複数の漫画賞受賞や漫画関連のランキングに名前が挙げられている。
第2巻が発売された際に有野晋哉、浦井健治、江口雄也、小出祐介、近藤くみこ、須賀健太、鈴木達央、豊崎愛生が本作にコメントを寄せている。
| 発表年 | 賞                                                     | 部門                                | 結果       |
| ------ | ------------------------------------------------------ | ----------------------------------- | ---------- |
| 2020年 | このマンガがすごい！2021                               | オトコ編                            | 2位        |
| 2021年 | 全国書店員が選んだおすすめコミック2021                 |                                     | 2位        |
| 2021年 | 出版社コミック担当が選んだおすすめコミック2021         |                                     | 3位        |
| 2021年 | 新刊マンガ大賞2021 Presented by 東京マンガレビュアーズ |                                     | 2位        |
| 2021年 | 第1回 ebook japanマンガ大賞                            |                                     | 2位        |
| 2021年 | マンガ大賞2021                                         |                                     | 大賞       |
| 2021年 | 第25回手塚治虫文化賞                                   |                                     | 新生賞     |
| 2021年 | 第45回講談社漫画賞                                     | 少年部門                            | 最終候補   |
| 2021年 | 第5回みんなが選ぶTSUTAYAコミック大賞                   |                                     | 5位        |
| 2021年 | 次にくるマンガ大賞2021                                 | コミックス部門                      | 3位        |
| 2021年 | このマンガがすごい！2022                               | オトコ編                            | 6位        |
| 2022年 | 第46回講談社漫画賞                                     | 少年部門                            | 最終候補   |
| 2023年 | 楽天Kobo電子書籍Award2023                              | 世界に届けたい！ 一押しコミック部門 | 1位        |
| 2023年 | 読者が選ぶ 読んでよかったマンガランキング2023 BEST30   |                                     | 1位        |
| 2023年 | 13年間で読まれた本 TOP10                               |                                     | 1位        |
| 2024年 | 第69回小学館漫画賞                                     |                                     | 受賞       |
| 2024年 | 第48回講談社漫画賞                                     | 少年部門                            | 受賞       |
| 2024年 | ハーベイ賞                                             | Best Mang                           | ノミネート |
| 2024年 | 読者が選ぶ 読んでよかったマンガランキング2024 BEST30   |                                     | 1位        |
| 2024年 | BOOK☆WALKER 年間ランキング2024                         | 総合部門                            | 1位        |
| 2024年 | このマンガがすごい！2025                               | オトコ編                            | 12位       |

## 書誌情報

### 単行本
- 山田鐘人（原作）・アベツカサ（作画）『葬送のフリーレン』小学館〈少年サンデーコミックス〉、既刊14巻（2025年3月18日現在）
  1. 2020年8月18日発売[47][48]、ISBN 978-4-09-850180-9
  2. 2020年10月16日発売[49][50]、ISBN 978-4-09-850181-6
  3. 2020年12月18日発売[51][52]、ISBN 978-4-09-850285-1
  4. 2021年3月17日発売[53][54]、ISBN 978-4-09-850490-9
  5. 2021年7月16日発売[55]、ISBN 978-4-09-850634-7
  6. 2021年11月18日発売[56][57]、ISBN 978-4-09-850728-3
    - 『魔導書風カレンダー2022付き特装版』[56][58]、ISBN 978-4-09-943096-2

  7. 2022年3月17日発売[59][60]、ISBN 978-4-09-850876-1
    - 『オールキャラトランプ付き特装版』[59][61]、ISBN 978-4-09-943104-4

  8. 2022年6月17日発売[62][63]、ISBN 978-4-09-851148-8
    - 『デザインステッカー20種付き特装版』[62][64]、ISBN 978-4-09-943116-7

  9. 2022年9月15日発売[65][66]、ISBN 978-4-09-851260-7
    - 『描き下ろし缶バッジ2種セット（第1弾）付き特装版』[65][67]、ISBN 978-4-09-943119-8

  10. 2023年3月16日発売[68]、ISBN 978-4-09-851771-8
    - 『描き下ろし缶バッジ2種セット（第2弾）付き特装版』[69]、ISBN 978-4-09-943125-9

  11. 2023年9月15日発売[70]、ISBN 978-4-09-852769-4
    - 『描き下ろし缶バッジ2種セット（第2弾）付き特装版』[71]、ISBN 978-4-09-943132-7

  12. 2023年12月18日発売[72]、ISBN 978-4-09-853030-4
    - 『特別短編小説付き特装版』[73]、ISBN 978-4-09-943140-2

  13. 2024年4月17日発売[74]、ISBN 978-4-09-853233-9
    - 『ステッカーセット付き特装版』[75]、ISBN 978-4-09-943158-7

  14. 2025年3月18日発売[76]、ISBN 978-4-09-854017-4
    - 『特別短編小説付き特装版』[77]、ISBN 978-4-09-943195-2

### 小説
- 八目迷（著）・山田鐘人（原作）・アベツカサ（作画）『小説 葬送のフリーレン ～前奏～』小学館〈少年サンデーコミックススペシャル〉、2024年4月17日発売[78]、ISBN 978-4-09-853236-0
- 時海結以（著）・山田鐘人/アベツカサ（原作）・鈴木智尋（脚本）『小説 アニメ 葬送のフリーレン』小学館〈小学館ジュニア文庫〉、既刊3巻（2025年6月現在）
  1. 2025年2月21日発売[79]、ISBN 978-4-09-231502-0
  2. 2025年4月18日発売[80]、ISBN 978-4-09-231509-9
  3. 2025年6月27日発売[81]、ISBN 978-4-09-231515-0

### 関連書籍
- 山田鐘人（原作）・アベツカサ（作画）『葬送のフリーレン 公式ファンブック』小学館〈少年サンデーコミックススペシャル〉、2024年1月12日発売[82]、ISBN 978-4-09-853106-6
- 山田鐘人・アベツカサ『葬送のフリーレン 画集 Vol.1』小学館、2023年12月18日発売[83]、ISBN 978-4-09-199082-2

## テレビアニメ
第1期は2023年9月から2024年3月まで、日本テレビ系列ほかにて連続2クールで放送された。初回（第1話 - 第4話）は「初回2時間スペシャル〜旅立ちの章〜」として、2023年9月29日に『金曜ロードショー』枠にて2時間スペシャルで放送された。第5話以降は同系列の新アニメ枠である『FRIDAY ANIME NIGHT』枠ほかにて10月から2024年3月まで放送された。
第2期は2026年1月より日本テレビ系列にて放送予定。

### 制作

#### 企画・スタッフィング
本作の企画は、TOHO animationの田口翔一朗が「週刊少年サンデー」に掲載されたばかりの第1話を読み、すぐに社内の企画会議にて提案したことで動き出した。原作が1話しかない状態で動き出すことは異例だが、TOHO animation内部でも前向きに考えるべきだということで企画は始まった。
2020年秋には小学館にアニメ化のオファーが寄せられ、その後東宝を幹事社とした製作委員会方式が取られた。
田口は、他者への想いといったドラマが本作の魅力の一つであると感じており、本作の世界の魅力を確実に届けられるよう演技や演出・美術を丁寧に行うという方針を立てた。また、田口はもう一つの魅力として少年漫画的なバトルアクションを挙げており、動きや音が付くアニメーションだからこそ原作の魅力をより引き出せると感じたとアニメイトタイムズとのインタビューの中で話している。
本作のアニメーションプロデューサーは福士裕一郎と中目貴史が務めた。田口はアニメーションプロデューサーが作品の仕上がりを左右すると考えており、人選には非常に気を使ったという。また、本作のアクション面での魅力を引き出せるよう、『ワンパンマン』などの実績のあるマッドハウスがアニメーション制作を担当した。
「週刊少年サンデー」担当編集の小倉はアニメ化に際し、「原作者の山田鐘人はセリフ一つ一つを丁寧に扱っているため、アニメ化に際してはセリフを尊重してほしい」という要望を出した。また、小倉はスタッフィングの条件として、「原作者たちとアニメ制作スタッフで意見が分かれた場合、A案かB案かで決めるのではなく、新たにC案を出してくれるような監督」を提示していた。さらに、小学館からは多くの人々に長く愛される作品にしてほしいという注文も寄せられた。以上のことを踏まえ、田口は福士と相談の上、監督に斎藤圭一郎を起用した。

#### 演出
シリーズ全体を通して一つの物語にするため、アニメ化に際しいくつかの要素が追加されている。第1話でヒンメルの葬式の後にフリーレンが指輪を見せるカットもその一つで、第14話での展開を示唆するために追加されたオリジナル要素である。また、アニメは漫画と異なり一過性のものであるため、視聴者が観ていて引っ掛かりになったり、「気づき」となるようなシーンを足すように心がけられた。
原作には恋愛に関するワードがほとんど出てこないため、アニメ化においてもそういった要素を掘り下げないように注意された。第14話のヒンメルがフリーレンに指輪をはめるシーンも、二人の感情ではなくシチュエーションにフォーカスし、視聴者の解釈にゆだねる形がとられている。
斎藤は本作のコミカルな描写を「家族が笑えば面白いよな」という感覚を常に持ち、演出を行った。またコミカルなシーンのポイントは「〔キャラクターたちが〕真剣にやった結果がちょっとズレている」ことだと考え、記号的な表現は行わず、一つ一つの所作も丁寧に描かれている作品全体の雰囲気を壊さないように演出を行った。一方で斎藤は本作を、リアルすぎず少し隙のある作品にしたいとも考えており、第3話でフェルンが「ごくり」とセリフとして発させたのは、視聴者にそういう作品であると明かすためであったと語っている。

#### 音楽
本作の劇伴は『ヴァイオレット・エヴァーガーデン』や『鎌倉殿の13人』で知られるEvan Callが担当した。田口は『ヴァイオレット・エヴァーガーデン』のファンであり、またEvanのインタビューからモノ作りに真摯な人柄が伝わったことからオファーしたと語っている。
Evanは原作の印象について「この作品は冒険ファンタジーだけど、冒険だけがメインではなくて、人と人の出会いや別れ、想い出が現在にも繋がっていることが素敵に描かれているのがいいですね。」と語っており、どのような音楽を付けるか考えながら読み進めたという。編成はオーケストラを中心としながら、フィドルやティン・ホイッスルといったアイルランド風の民族楽器が使用されている。またフリーレンが長寿であることから、悠久の時の流れを表現するため、レベックやヴィオールなどの古楽器も使われた。オーケストラはEvanと4年ほどの付き合いとなるハンガリーの交響楽団が担当し、ブダペストで収録された。
本作の劇伴の一部は、先行して制作された映像をもとに作曲するフィルムスコアリングという手法で作曲された。フィルムスコアリングが行われたのは初回（第1話から第4話）の全シーン、第8話のフェルンとシュタルクがリュグナーとリーニエに対峙するシーン、第14話のヒンメルがフリーレンに指輪を渡すシーン、第15話のダンスシーンであった。特に初回は特別感を演出するため、映画を1本作るのと同じように制作されたという。一方で、「一級魔法使い試験編」が描かれた第2クールでは、単話で印象的に描くのではなく全編の流れを見せるため、フィルムスコアリングは行われていない。音響監督のはたしょう二はEvanに、シチュエーションではなく感情に寄り添った音楽をオーダーし、選曲の際もキャラクターの心情にシンクロするよう意識したという。

#### キャスティング
フリーレンの声を演じた種﨑敦美はオーディションの際、体に力の入っていない省エネな感じを表現するため、自身も力を抜き、一番楽な状態で声を発していたという。一方で斎藤は、突き放すようなセリフの多いフリーレンに嫌な印象を持たせないよう、「表情より人肌のあたたかさを感じる、体温高めの声で」とディレクションを行った。種崎はコミカルなシーンとシリアスなシーンの演じ分けは意識していなかったものの、例外的に、フリーレンがミミックに食われる件は普段のローテンションな演技を忘れて演じていたという。
フェルン役の市ノ瀬加那とシュタルク役の小林千晃は、フリーレンとは対照的に、人間の時間感覚で生き、成長していく様を表現するため、役とのシンクロ率も高く等身大で演じられるとはたらが考えたことから、キャスティングされた。また、斎藤も二人は素のままで役には入れると感じたため、キャラクターを作りこむようなディレクションは行わなかったという。市ノ瀬はフェルンの人間らしいところを表現するため感情豊かに演じるよう意識していたが、塩対応の演技はきつい印象にならない塩梅が難しかったと語っている。小林は「かっこよくならないこと」と「年頃の男の子感」を意識して役作りを行い、アフレコの際にはアドリブを含めかなり自由に演じたという。
ヒンメルは岡本信彦が演じた。斎藤とはたは、ヒンメルの勇者としてのかっこよさと人間くさい親しみやすさの両方を表現するため、岡本に少し柔らかい演技を求めた。そのため岡本は、自身にとって自然に近い声で演じた。老いたヒンメルを演じる際には、制作側より若いころとあまり声を変えず、またデフォルメもしないようにオーダーを受けた。岡本は非常に悩んだが、アイゼン役の上田燿司からアドバイスを受け、またフリーレンとの会話の中で空白の数十年を自身で補完し、演技を行った。
斎藤とはたは、キャスティングで悩んだキャラクターはほとんど居なかったと語っているが、ゼーリエだけは非常に難航したという。原作でも謎が多く、男か女かもわからないキャラクターであるため、この先なんにでも変わっていける演技ができる人物ということで、はたの提案により伊瀬茉莉也が起用された。

#### プロモーション
本作品が放送された2023年10月放送クールのアニメは70作品以上あり、その中のトップになるための起爆剤として、『金曜ロードショー』での初回放送、および放送枠『FRIDAY ANIME NIGHT』の新設が行われた。『金曜ロードショー』でテレビアニメの初回が放送されるのは本作品が初めてであった。
放送開始に合わせ小学館では雑誌横断企画が行われ、「小学8年生」や「月刊コロコロコミック」などの同社の漫画雑誌のほか、総合週刊誌の「週刊ポスト」、ファッション雑誌の「CanCam」や「Oggi」といったジャンルの違う雑誌でも本作品の特集が組まれた。

### スタッフ（テレビアニメ）
|                              | 第1期                                                                      | 第2期                          |
| ---------------------------- | -------------------------------------------------------------------------- | ------------------------------ |
| 原作                         | 山田鐘人 アベツカサ                                                        | 山田鐘人 アベツカサ            |
| 監督                         | 斎藤圭一郎                                                                 | 北川朋哉                       |
| 副監督                       | N/A                                                                        | 原科大樹                       |
| 監督協力                     | N/A                                                                        | 斎藤圭一郎                     |
| シリーズ構成・脚本           | 鈴木智尋                                                                   | 鈴木智尋                       |
| キャラクターデザイン         | 長澤礼子                                                                   | 高瀬丸、小嶋慶祐、 藤中友里    |
| コンセプトアート             | 吉岡誠子                                                                   | 吉岡誠子                       |
| 魔物デザイン                 | 原科大樹                                                                   | 未公表                         |
| アクションディレクター       | 岩澤享                                                                     | 未公表                         |
| 演出チーフ                   | 北川朋哉                                                                   | 未公表                         |
| デザインワークス             | 簑島綾香、山崎絵美、とだま。、 長坂慶太、亀澤蘭、松村佳子、高瀬丸          | 未公表                         |
| 美術監督                     | 高木佐和子                                                                 | 未公表                         |
| 美術設定                     | 杉山晋史                                                                   | 未公表                         |
| 色彩設計                     | 大野春恵                                                                   | 未公表                         |
| 3DCGディレクター             | 廣住茂徳                                                                   | 未公表                         |
| 撮影監督                     | 伏原あかね                                                                 | 未公表                         |
| 編集                         | 木村佳史子                                                                 | 未公表                         |
| 音響監督                     | はたしょう二                                                               | 未公表                         |
| 音楽                         | Evan Call                                                                  | Evan Call                      |
| 音楽プロデューサー           | 有馬由衣                                                                   | 未公表                         |
| 音楽ディレクター             | 池田貴博                                                                   | 未公表                         |
| 音楽制作                     | 東宝ミュージック、ミラクル・バス                                           | 未公表                         |
| チーフプロデューサー         | 高橋敦司、武井克弘                                                         | 未公表                         |
| プロデューサー               | 田口翔一朗、四竈泰介、岩佐直樹、 田口亜有理、伊藤悠公、青木遥、 菊池瑠梨子 | 未公表                         |
| アニメーションプロデューサー | 福士裕一郎、中目貴史                                                       | 未公表                         |
| アニメーション制作           | マッドハウス                                                               | マッドハウス                   |
| 製作                         | 「葬送のフリーレン」製作委員会                                             | 「葬送のフリーレン」製作委員会 |

### 主題歌
第1期
「勇者」
YOASOBIによる第1期・第1話 - 第16話のオープニングテーマ。作詞・作曲・編曲はAyase。
「晴る」
ヨルシカによる第1期・第17話 - 第28話のオープニングテーマ。作詞・作曲・編曲はn-buna。
「bliss」
miletによる初回（第1話 - 第4話）特別エンディングテーマ、および第11話の挿入歌。作詞はmilet、作曲・編曲はEvan Call。
「Anytime Anywhere」
miletによる第1期のエンディングテーマ。作詞はmilet、作曲はmiletと野村陽一郎と中村泰輔、編曲はEvan Call。

### 主な受賞・ノミネート歴
| 受賞年 | 賞                                                  | 部門                                       | 対象                     | 結果       |
| ------ | --------------------------------------------------- | ------------------------------------------ | ------------------------ | ---------- |
| 2024年 | あなたが選ぶdアニメストアアワード2023               | オススメしたいアニメ                       | 葬送のフリーレン         | 2位        |
| 2024年 | あなたが選ぶdアニメストアアワード2023               | 展開が気になったアニメ                     | 葬送のフリーレン         | 6位        |
| 2024年 | あなたが選ぶdアニメストアアワード2023               | 世界観が良かったアニメ                     | 葬送のフリーレン         | 1位        |
| 2024年 | あなたが選ぶdアニメストアアワード2023               | ストーリーが良かったアニメ                 | 葬送のフリーレン         | 1位        |
| 2024年 | あなたが選ぶdアニメストアアワード2023               | アツかったアニメ                           | 葬送のフリーレン         | 6位        |
| 2024年 | あなたが選ぶdアニメストアアワード2023               | キュンキュンしたアニメ                     | 葬送のフリーレン         | 10位       |
| 2024年 | Anime Awards Brasil 2024                            |                                            | 葬送のフリーレン         | 受賞       |
| 2024年 | IGN Best Anime Award 2024                           |                                            | 葬送のフリーレン         | 受賞       |
| 2025年 | 東京アニメアワード2025アニメーション オブ ザ イヤー | TVシリーズ部門                             | 葬送のフリーレン         | 受賞       |
| 2025年 | 東京アニメアワード2025アニメーション オブ ザ イヤー | 音響・パフォーマンス部門                   | Evan Call                | 受賞       |
| 2025年 | 第11回 Anime Trending Awards                        | Anime of the Year                          | 葬送のフリーレン         | 1位        |
| 2025年 | 第11回 Anime Trending Awards                        | Action or Adventure Anime of the Year      | 葬送のフリーレン         | 1位        |
| 2025年 | 第11回 Anime Trending Awards                        | Fantasy Anime of the Year                  | 葬送のフリーレン         | 1位        |
| 2025年 | 第11回 Anime Trending Awards                        | Drama Anime of the Year                    | 葬送のフリーレン         | 3位        |
| 2025年 | 第11回 Anime Trending Awards                        | Best in Adapted Screenplay                 | 葬送のフリーレン         | 1位        |
| 2025年 | 第11回 Anime Trending Awards                        | Best in Sceneries and Visuals              | 葬送のフリーレン         | 1位        |
| 2025年 | 第11回 Anime Trending Awards                        | Best in Animation                          | 葬送のフリーレン         | 2位        |
| 2025年 | 第11回 Anime Trending Awards                        | Best in Soundtrack                         | 葬送のフリーレン         | 2位        |
| 2025年 | 第11回 Anime Trending Awards                        | Best in Episode Directing and Storyboard   | 26話 「魔法の高み」      | 3位        |
| 2025年 | 第11回 Anime Trending Awards                        | Boy of the Year                            | ヒンメル                 | 3位        |
| 2025年 | 第11回 Anime Trending Awards                        | Boy of the Year                            | シュタルク               | 13位       |
| 2025年 | 第11回 Anime Trending Awards                        | Girl of the Year                           | フリーレン               | 3位        |
| 2025年 | 第11回 Anime Trending Awards                        | Girl of the Year                           | フェルン                 | 16位       |
| 2025年 | 第11回 Anime Trending Awards                        | Couple or Ship of the Year                 | ヒンメル×フリーレン      | 4位        |
| 2025年 | 第11回 Anime Trending Awards                        | Couple or Ship of the Year                 | シュタルク×フェルン      | 5位        |
| 2025年 | 第11回 Anime Trending Awards                        | Supporting Boy of the Year                 | ヒンメル                 | 1位        |
| 2025年 | 第11回 Anime Trending Awards                        | Supporting Boy of the Year                 | デンケン                 | 8位        |
| 2025年 | 第11回 Anime Trending Awards                        | Supporting Girl of the Year                | ユーベル                 | 3位        |
| 2025年 | クランチロール・アニメアワード2025                  | アニメ・オブ・ザ・イヤー                   | 葬送のフリーレン         | ノミネート |
| 2025年 | クランチロール・アニメアワード2025                  | 最優秀新シリーズ賞                         | 葬送のフリーレン         | ノミネート |
| 2025年 | クランチロール・アニメアワード2025                  | 最優秀ドラマ作品賞                         | 葬送のフリーレン         | 受賞       |
| 2025年 | クランチロール・アニメアワード2025                  | 最優秀アニメーション賞                     | 葬送のフリーレン         | ノミネート |
| 2025年 | クランチロール・アニメアワード2025                  | 最優秀背景美術賞                           | 葬送のフリーレン         | 受賞       |
| 2025年 | クランチロール・アニメアワード2025                  | 最優秀キャラクターデザイン賞               | 葬送のフリーレン         | ノミネート |
| 2025年 | クランチロール・アニメアワード2025                  | 最優秀監督賞                               | 斎藤圭一郎               | 受賞       |
| 2025年 | クランチロール・アニメアワード2025                  | 最優秀主演キャラクター賞                   | フリーレン               | ノミネート |
| 2025年 | クランチロール・アニメアワード2025                  | 最優秀助演キャラクター賞                   | フェルン                 | 受賞       |
| 2025年 | クランチロール・アニメアワード2025                  | 「何があっても守りたい 」キャラクター賞    | フリーレン               | ノミネート |
| 2025年 | クランチロール・アニメアワード2025                  | 最優秀アニソン賞                           | YOASOBI「勇者」          | ノミネート |
| 2025年 | クランチロール・アニメアワード2025                  | 最優秀作曲賞                               | Evan Call                | ノミネート |
| 2025年 | クランチロール・アニメアワード2025                  | 最優秀声優賞（日本語）                     | 種﨑敦美                 | ノミネート |
| 2025年 | クランチロール・アニメアワード2025                  | 最優秀声優賞（英語）                       | マロリー・ロダック       | ノミネート |
| 2025年 | クランチロール・アニメアワード2025                  | 最優秀声優賞（カスティーリャ語・スペイン） | サンドラ・ヴィラ         | ノミネート |
| 2025年 | クランチロール・アニメアワード2025                  | 最優秀声優賞（フランス語）                 | マリー・ノンネンマッハー | ノミネート |
| 2025年 | クランチロール・アニメアワード2025                  | 最優秀声優賞（ヒンディー語）               | ナターシャ・ジョン       | ノミネート |
| 2025年 | クランチロール・アニメアワード2025                  | 最優秀声優賞（イタリア語）                 | マルティナ・フェリ       | ノミネート |
| 2025年 | クランチロール・アニメアワード2025                  | 最優秀声優賞（スペイン語・中南米）         | エリカ・ウガルデ         | ノミネート |

### 各話リスト（テレビアニメ）
| 第1話  | 冒険の終わり                      | 斎藤圭一郎                 | 辻彩夏                   | 長澤礼子                                                                     | -                        | 2023年 9月29日 |
| 第2話  | 別に魔法じゃなくたって…           | 北川朋哉                   | 北川朋哉                 | 簑島綾香                                                                     | 長澤礼子                 | 2023年 9月29日 |
| 第3話  | 人を殺す魔法                      | 原科大樹                   | 原科大樹                 | 原科大樹                                                                     | 長澤礼子                 | 2023年 9月29日 |
| 第4話  | 魂の眠る地                        | 川尻善昭                   | 松井健人                 | 辻彩夏                                                                       | 長澤礼子                 | 2023年 9月29日 |
| 第5話  | 死者の幻影                        | 清水健一                   | 森公太                   | 長澤礼子 原科大樹 山﨑絵美 瀬口泉                                            | 長澤礼子                 | 10月6日        |
| 第6話  | 村の英雄                          | 岩澤亨                     | 岩澤亨                   | 廣江啓輔 高瀬丸                                                              | 長澤礼子                 | 10月13日       |
| 第7話  | おとぎ話のようなもの              | 内田直人 小嶋慶祐          | 小嶋慶祐                 | 埼玉憲人 猪野涼子                                                            | 長澤礼子                 | 10月20日       |
| 第8話  | 葬送のフリーレン                  | 北川朋哉                   | 北川朋哉                 | 佐藤綾花 長澤礼子 小橋弘侑 山﨑絵美                                          | 長澤礼子                 | 10月27日       |
| 第9話  | 断頭台のアウラ                    | 藤本航己                   | 藤本航己                 | 長坂慶太                                                                     | 長澤礼子                 | 11月3日        |
| 第10話 | 強い魔法使い                      | 刈谷暢秀                   | 刈谷暢秀 礒川和正        | 辻彩夏 長坂慶太 濱田邦彦                                                     | 長澤礼子                 | 11月10日       |
| 第11話 | 北側諸国の冬                      | 斎藤圭一郎                 | 松井健人 藤井邦雄        | 吉川真一                                                                     | 長澤礼子                 | 11月17日       |
| 第12話 | 本物の勇者                        | 川崎芳樹                   | 川崎芳樹                 | 原科大樹 高瀬丸 長坂慶太 長澤礼子                                            | 長澤礼子                 | 11月24日       |
| 第13話 | 同族嫌悪                          | 川尻善昭                   | 名取孝浩                 | 林怡君 石井しずく                                                            | 長澤礼子                 | 12月1日        |
| 第14話 | 若者の特権                        | 飯野慎也                   | 飯野慎也                 | 新井博慧 率華                                                                | 長澤礼子                 | 12月8日        |
| 第15話 | 厄介事の匂い                      | 瀬口泉                     | 浅香守生 礒川和正 瀬口泉 | 瀬口泉 長坂慶太                                                              | 長澤礼子                 | 12月15日       |
| 第16話 | 長寿友達                          | 森公太                     | 森公太                   | 澤田英彦 田中大喜 廣江啓輔 新井博慧                                          | 長澤礼子                 | 12月22日       |
| 第17話 | じゃあ元気で                      | 川尻善昭                   | 木村拓 湯徳遥            | 野澤かれん 加藤万由子                                                        | 長澤礼子                 | 2024年 1月5日  |
| 第18話 | 一級魔法使い選抜試験              | 北川朋哉                   | 安藤健                   | 石井しずく 工藤慎也 林怡君                                                   | 長澤礼子                 | 1月12日        |
| 第19話 | 入念な計画                        | 室井ふみえ                 | 室井ふみえ               | 首藤武夫 嶋田聡史 北島勇樹                                                   | 長澤礼子                 | 1月19日        |
| 第20話 | 必要な殺し                        | 川崎芳樹                   | 川崎芳樹                 | 濱田邦彦 長坂慶太                                                            | 長澤礼子                 | 1月26日        |
| 第21話 | 魔法の世界                        | 森公太 斎藤圭一郎          | 森公太                   | 吉川真一                                                                     | 長澤礼子                 | 2月2日         |
| 第22話 | 次からは敵同士                    | 名取孝浩                   | 名取孝浩                 | 林怡君 鈴木綾乃 石井しずく 山口保則 工藤慎也 LEE EUN-YOUNG KIM DONG 新井博慧 | 長澤礼子 高瀬丸 藤中友里 | 2月9日         |
| 第23話 | 迷宮攻略                          | 久保雄介                   | 礒川和正                 | 辻彩夏                                                                       | 長澤礼子                 | 2月16日        |
| 第24話 | 完璧な複製体                      | 原科大樹                   | 柿木田隼人               | 原科大樹                                                                     | 長澤礼子                 | 2月23日        |
| 第25話 | 致命的な隙                        | 北川朋哉                   | 北川朋哉                 | 八重樫優翼 小橋弘侑 長坂慶太 吉川真一                                        | 長澤礼子                 | 3月1日         |
| 第26話 | 魔法の高み                        | 斎藤圭一郎 原科大樹 岩澤亨 | 森大貴                   | 廣江啓輔 瀬口泉 新井博慧 八重樫優翼                                          | 長澤礼子                 | 3月8日         |
| 第27話 | 人間の時代                        | 刈谷暢秀                   | イムガヒ                 | 刈谷暢秀 吉田奏子 藤中友里                                                   | 長澤礼子                 | 3月15日        |
| 第28話 | また会ったときに 恥ずかしいからね | 斎藤圭一郎                 | 斎藤圭一郎               | 高瀬丸 原科大樹 吉川真一                                                     | 高瀬丸                   | 3月22日        |

### 放送局
| 放送期間                                       | 放送時間                                       | 放送局                              | 対象地域 | 備考                                                                             |
| ---------------------------------------------- | ---------------------------------------------- | ----------------------------------- | -------- | -------------------------------------------------------------------------------- |
| 2023年9月29日2023年10月6日 - 2024年3月22日     | 金曜 21:00 - 22:54金曜 23:00 - 23:30           | 日本テレビ（製作参加） ほか系列29局 | 日本国内 | 連動データ放送 / 『金曜ロードショー』枠連動データ放送 / 『FRIDAY ANIME NIGHT』枠 |
| 2023年9月30日2023年10月6日 - 2024年3月22日     | 土曜 0:40 - 2:34（金曜深夜）金曜 23:00 - 23:30 | テレビ大分                          | 大分県   | 初回のみ遅れネット連動データ放送 / 『FRIDAY ANIME NIGHT』枠                      |
| 2023年10月6日 - 2024年4月5日                   | 金曜 22:30 - 23:00                             | BS日テレ                            | 日本全域 | BS/BS4K放送 /『アニメにむちゅ〜』枠                                              |
| 2023年10月8日2023年10月15日 - 2024年3月31日    | 日曜 23:30 - 月曜 1:30日曜 23:30 - 月曜 0:00   | AT-X                                | 日本全域 | CS放送 / リピート放送あり                                                        |
| 2023年12月2日 - 2024年5月3日                   | 土曜 20:30 - 21:00                             | アニマックス                        | 日本全域 | BS/CS放送                                                                        |
| 日本テレビ系列全30局・AT-Xでは字幕放送を実施。 |                                                |                                     |          |                                                                                  |

| 配信開始日    | 配信時間                     | 配信サイト |
| ------------- | ---------------------------- | --- |
| 2023年9月30日 | 土曜 0:00（金曜深夜） 更新   | ABEMAプレミアム Amazon Prime Video dアニメストア Disney+ DMM TV FOD Hulu J:COMオンデマンド milplus Netflix TELASA auスマートパスプレミアム U-NEXT WOWOWオンデマンド アニメ放題 バンダイチャンネル Google Play HAPPY!動画 music.jp ビデックスJP カンテレドーガ ビデオマーケット ムービーフルPlus |
|               | 土曜 0:00 - 0:30（金曜深夜） | ABEMA |

### BD / DVD
| 巻 | 発売日        | 収録話          | 規格品番   | 規格品番   |
| 巻 | 発売日        | 収録話          | BD         | DVD        |
| -- | ------------- | --------------- | ---------- | ---------- |
| 1  | 2024年1月24日 | 第1話 - 第4話   | TBR-34046D | TDV-34053D |
| 2  | 2024年2月21日 | 第5話 - 第8話   | TBR-34047D | TDV-34054D |
| 3  | 2024年3月20日 | 第9話 - 第12話  | TBR-34048D | TDV-34055D |
| 4  | 2024年4月17日 | 第13話 - 第16話 | TBR-34049D | TDV-34056D |
| 5  | 2024年5月22日 | 第17話 - 第20話 | TBR-34050D | TDV-34057D |
| 6  | 2024年6月19日 | 第21話 - 第24話 | TBR-34051D | TDV-34058D |
| 7  | 2024年7月17日 | 第25話 - 第28話 | TBR-34052D | TDV-34059D |

### サウンドトラック
Evan Callが作曲。
| 発売日         | タイトル                                                       | 規格    | 規格       | 収録曲 |
| -------------- | -------------------------------------------------------------- | ------- | ---------- | --- |
| 2023年12月22日 | TVアニメ『葬送のフリーレン』Original Soundtrack〜Pre-release〜 | 配信    | 配信       | 1. Journey of a Lifetime ~ Frieren Main Theme 2. The End of One Journey 3. A Well-Earned Celebration 4. For 1000 Years 5. One Last Adventure 6. Farewell, My Friend 7. Departures 8. Time Flows Ever Onward 9. Grassy Turtles and Seed Rats 10. Where the Blue-Moon Weed Grows 11. Fear Brought Me This Far 12. Zoltraak |
| 2024年4月17日  | TVアニメ『葬送のフリーレン』Original Soundtrack                | CD2枚組 | THCA-60290 | 全70曲（Disc1：34曲、Disc2：36曲） |

### ミニアニメ
ミニアニメ『葬送のフリーレン 〜●●の魔法〜』（そうそうのフリーレン まるまるのまほう）が、2023年10月11日より公式YouTube「TOHO animationチャンネル」、X（旧Twitter）、TikTokで不定期配信されている。2023年12月14日に配信された特別版はミツカン・味ぽんとのコラボ編で、ミツカン公式チャンネルでも配信された。
スタッフ（ミニアニメ）
- 原作 - 山田健人、アベツカサ
- 企画 - TOHO animation
- キャラクターデザイン - めばち
- 音楽 - Evan Call
- アニメーション制作 - TOHO animation STUDIO
- 企画協力 - マッドハウス
- 製作 - 「葬送のフリーレン」製作委員会

各話リスト（ミニアニメ）
| 話数   | サブタイトル                           | 絵コンテ | 演出     | 作画       | 配信日          |
| ------ | -------------------------------------- | -------- | -------- | ---------- | --------------- |
| 第1回  | 考えていることを言ってしまう魔法       | 宮西哲也 | 野崎真代 | 竹下美紀   | 2023年 10月11日 |
| 第2回  | お酒からアルコールだけを抜く魔法       | 宮西哲也 | 野崎真代 | 渡部由紀子 | 10月25日        |
| 第3回  | 朝決まった時間に起きれるようになる魔法 | 伊部勇志 | 野崎真代 | 竹下美紀   | 11月15日        |
| 第4回  | 体から良いにおいが出る魔法             | 野崎真代 | 野崎真代 | 渡部由紀子 | 11月29日        |
| 特別版 | 食卓をしあわせにする魔法               | 野崎真代 | 野崎真代 | 竹下美紀   | 12月14日        |
| 第5回  | 運がよくなる魔法                       | 野崎真代 | 野崎真代 | 竹下美紀   | 12月27日        |
| 第6回  | しつこい油汚れを落とす魔法             | 野崎真代 | 野崎真代 | 竹下美紀   | 2024年 1月10日  |
| 第7回  | ものすごく早口に澱みなく喋れる魔法     | 伊部勇志 | 野崎真代 | 竹下美紀   | 1月24日         |
| 第8回  | 魚の気持ちがわかる魔法                 | 野崎真代 | 野崎真代 | 渡部由紀子 | 2月7日          |
| 第9回  | 運が良くなる魔法その2                  | 宮西哲也 | 野崎真代 | 渡部由紀子 | 2月19日         |
| 第10回 | 語尾が変なふうになる魔法               | 野崎真代 | 野崎真代 | 渡部由紀子 | 3月11日         |
| 第11回 | 服の汚れをきれいさっぱり落とす魔法     | 野崎真代 | 野崎真代 | 渡部由紀子 | 3月24日         |
| 第12回 | 身長が伸びる魔法                       | 宮西哲也 | 野崎真代 | 渡部由紀子 | 2025年 4月2日   |
| 第13回 | おなかいっぱいになる魔法               | 野崎真代 | 野崎真代 | 渡部由紀子 | 5月7日          |
| 第14回 | 大体なんでも切る魔法                   | 宮西哲也 | 野崎真代 | 渡部由紀子 | 6月4日          |
| 第15回 | 高速で移動する魔法                     | 宮西哲也 | 野崎真代 | 渡部由紀子 | 7月3日          |
| 第16回 | 体のまわりを涼しくする魔法             | 野崎真代 | 野崎真代 | 渡部由紀子 | 8月6日          |

### 関連番組
葬送のフリーレン×ZIP!待望のアニメ化！魅力解剖SP
テレビアニメ本放送前の2023年9月24日に日本テレビにて放送された『ZIP!』とコラボした特別番組。その後一部地域を除く日本テレビ系列各局でも順次放送された。同番組のコーナー「？よミトく！」特別版として、作品の内容や制作現場の模様が公開された。出演は水卜麻美（日本テレビアナウンサー）。インタビュー出演はかまいたち、若月佑美、種﨑敦美（フリーレン役）、市ノ瀬加那（フェルン役）、小林千晃（シュタルク役）、YOASOBI（OPアーティスト）、milet（EDアーティスト）。
フラアニ特別編 『葬送のフリーレン』⼤感謝祭 〜⼈の⼼を知る軌跡
2024年3月29日に日本テレビ系列にて放送された特別番組。公式サイトで募集した「もう⼀度⾒たい名シーン」のアンケートを元に振り返る名場面集。ナレーションはmilet。
葬送のフリーレン 〜トークの魔法〜
2023年9月27日よりYouTube「TOHO animation チャンネル」にて不定期で配信中のWeb番組。「ラジオ風番組」と銘打たれており、各回異なる出演者が作品についてラジオ形式で語っていく。特別版として、生放送の特番が配信される場合もある。
| 回    | 配信日         | 出演者                                             |
| ----- | -------------- | -------------------------------------------------- |
| 第1回 | 2023年9月27日  | 種﨑敦美（フリーレン役）、岡本信彦（ヒンメル役）   |
| 第2回 | 2023年9月29日  | 種﨑敦美（フリーレン役）、岡本信彦（ヒンメル役）   |
| 第3回 | 2023年10月14日 | 市ノ瀬加那（フェルン役）、小林千晃（シュタルク役） |
| 第4回 | 2023年11月12日 | 種﨑敦美（フリーレン役）、市ノ瀬加那（フェルン役） |
| 第5回 | 2023年12月20日 | 岡本信彦（ヒンメル役）、Evan Call（音楽）          |
| 第6回 | 2024年2月5日   | 種﨑敦美（フリーレン役）、和氣あず未（カンネ役）   |
| 第7回 | 2024年5月3日   | 東地宏樹（ハイター役）、上田燿司（アイゼン役）     |
| 配信日        | 副題                   | 出演者                                                                       |
| ------------- | ---------------------- | ---------------------------------------------------------------------------- |
| 2023年12月4日 | （なし）               | 種﨑敦美（フリーレン役）、市ノ瀬加那（フェルン役）、小林千晃（シュタルク役） |
| 2024年2月13日 | 【一級魔法使い試験編】 | 種﨑敦美（フリーレン役）、市ノ瀬加那（フェルン役）、長谷川育美（ユーベル役） |
| 2025年3月5日  | 【近況報告】           | 種﨑敦美（フリーレン役）、市ノ瀬加那（フェルン役）、岡本信彦（ヒンメル役）   |
| 日本テレビ系列 金曜 23:00 - 23:30 | 日本テレビ系列 金曜 23:00 - 23:30 | 日本テレビ系列 金曜 23:00 - 23:30                              |
| 前番組 | 番組名 | 次番組                                                         |
| --- | --- | -------------------------------------------------------------- |
| Google Pixel presents ANOTHER SKY （2022年10月7日 - 2023年9月29日） - ※本番組のみバラエティ・紀行番組 - ※土曜 23:00 - 23:30に移動して継続 | 葬送のフリーレン（第1期・第5話 - 第28話） （2023年10月6日 - 2024年3月22日） - ※ここから『FRIDAY ANIME NIGHT』枠 - ※第1話 - 第4話は『金曜ロードショー』で放送（テレビ大分を除く） | 転生したらスライムだった件（第3期） （2024年4月5日 - 9月27日） |
| 日本テレビ系列 FRIDAY ANIME NIGHT | |                                                                |
| （枠設置前） | 葬送のフリーレン（第1期・第5話 - 第28話） - ※第1話 - 第4話は『金曜ロードショー』で放送（テレビ大分を除く）                                                                       | 転生したらスライムだった件（第3期）                            |

### コラボレーション
リアル脱出ゲーム
体験型ゲームとして『リアル脱出ゲーム×葬送のフリーレン『千年の夢からの脱出』』が開催された。
- 2024年6月20日 - 9月23日、東京・リアル脱出ゲーム 原宿店
- 2024年7月20日 - 7月21日・追加：2024年10月12日 - 10月14日、岡山・オルガホール
- 2024年7月25日 - 9月29日、大阪・リアル脱出ゲーム 南堀江店
- 2024年9月14日 - 9月16日、宮城・イベントホール松栄
- 2024年9月21日 - 9月23日、静岡・Space-K
- 2024年11月2日 - 11月4日、富山・タワー111 スカイホール
- 2024年12月13日 - 2025年1月19日、北海道・リアル脱出ゲーム 札幌店
- 2024年12月19日 - 2025年3月2日、愛知・リアル脱出ゲーム 名古屋店
- 2024年12月20日 - 12月22日、長崎・出島メッセ長崎
- 2024年12月25日 - 2025年1月5日、福岡・西鉄ホール
- 2025年1月10日 - 1月13日、大分・TOSテレビ大分3階大ホール
- 2025年2月27日 - 4月6日、神奈川・リアル脱出ゲーム 横浜店
- 2025年3月15日 - 3月16日、青森・リンクステーションホール青森（青森市文化会館）
- 2025年3月21日 - 3月23日、埼玉・ららぽーと富士見
- 2025年4月29日 - 4月30日、旭川・旭川イオンホール

京成電鉄
2025年5月10日から8月9日（予定）まで「京成のフリーレン」と題し、スカイライナー用車両（AE形）にラッピングを施した「葬送のフリーレンライナー」の運行や旧博物館動物園駅における特別イベント、スタンプラリーやグッズ販売などを実施。